# Neuruppin
Neuruppin ([nɔɪ̯ʁʊˈpiːn] ⓘ, plattdeutsch: Reppin) ist die Kreisstadt des Landkreises Ostprignitz-Ruppin im Norden des Landes Brandenburg. Sie ist der traditionelle Hauptort des Ruppiner Landes. Zum Gedenken an den hier geborenen Dichter Theodor Fontane trägt sie den Beinamen Fontanestadt. Neuruppin gilt bisweilen als „preußischste aller preußischen Städte.“

## Geographie

### Geographische Lage
Neuruppin ist eine der flächengrößten Städte Deutschlands. Die Stadt Neuruppin liegt etwa 60 km nordwestlich von Berlin im Landkreis Ostprignitz-Ruppin. Im Süden erstreckt sie sich entlang des Ruppiner Sees, der vom Rhin durchflossen wird, und umfasst Ortsteile wie die Kernstadt Neuruppin und Alt Ruppin. Im Norden erstreckt sie sich über die Ruppiner Schweiz bis in die übrige Wittstock-Ruppiner Heide, die teilweise als Truppenübungsplatz Wittstock militärisch genutzt wurde.

### Stadtgliederung
Zur Stadt Neuruppin gehören seit den Eingemeindungen 1993 die in der Tabelle aufgeführten Ortsteile und Wohnplätze.
| Ortsteile | Gemeindeteile | Wohnplätze |
| --- | --- | --- |
| Alt Ruppin, Buskow, Gnewikow, Gühlen-Glienicke, Karwe, Lichtenberg, Krangen, Molchow, Neuruppin (Kernstadt, kein offizieller Ortsteil), Nietwerder, Radensleben, Stöffin, Wulkow, Wuthenow | Binenwalde, Boltenmühle, Kunsterspring, Neuglienicke, Pabstthum, Radehorst, Rheinsberg-Glienicke, Seehof, Steinberge, Stendenitz, Zermützel, Zippelsförde | Alte Schäferei, Ausbau Nietwerder, Ausbau Wulkow, Bechlin, Birkenhof, Bürgerwendemark, Bütow, Dietershof, Ferienpark Klausheide, Fristow, Gentzrode, Gildenhall, Heidehaus, Hermannshof, Lietze, Musikersiedlung, Neumühle, Quäste, Rägelsdorf, Roofwinkel, Rottstiel, Stöffiner Berg, Tornow, Treskow |

Hinzu kommt die Wüstung Krangensbrück.

### Klima
|                        | Jan  | Feb  | Mär  | Apr  | Mai  | Jun  | Jul  | Aug  | Sep  | Okt  | Nov  | Dez  |   |       |
| Mittl. Temperatur (°C) | 0,2  | 1,0  | 4,4  | 8,9  | 13,7 | 16,3 | 18,7 | 18,3 | 14,5 | 9,8  | 4,8  | 1,5  | ⌀ | 9,4   |
| Mittl. Tagesmax. (°C)  | 2,6  | 4,0  | 8,2  | 13,8 | 18,9 | 21,4 | 23,7 | 23,3 | 18,9 | 13,4 | 7,3  | 3,7  | ⌀ | 13,3  |
| Mittl. Tagesmin. (°C)  | −2,2 | −1,9 | 0,6  | 4,0  | 8,4  | 11,3 | 13,7 | 13,3 | 10,1 | 6,2  | 2,3  | −0,6 | ⌀ | 5,5   |
|                        |      |      |      |      |      |      |      |      |      |      |      |      |   |       |
| Niederschlag (mm)      | 44,8 | 33,5 | 37,3 | 31,7 | 49,4 | 64,9 | 63,5 | 53,5 | 43,6 | 42,4 | 40,9 | 46,7 | Σ | 552,2 |

| −2,2 |

| −1,9 |

| 0,6 |

| 4,0 |

| 8,4 |

| 11,3 |

| 13,7 |

| 13,3 |

| 10,1 |

| 6,2 |

| 2,3 |

| −0,6 |

| −2,2 |

| −1,9 |

| 0,6 |

| 4,0 |

| 8,4 |

| 11,3 |

| 13,7 |

| 13,3 |

| 10,1 |

| 6,2 |

| 2,3 |

| −0,6 |

## Geschichte

### Vor dem Stadtbrand (bis 1787)

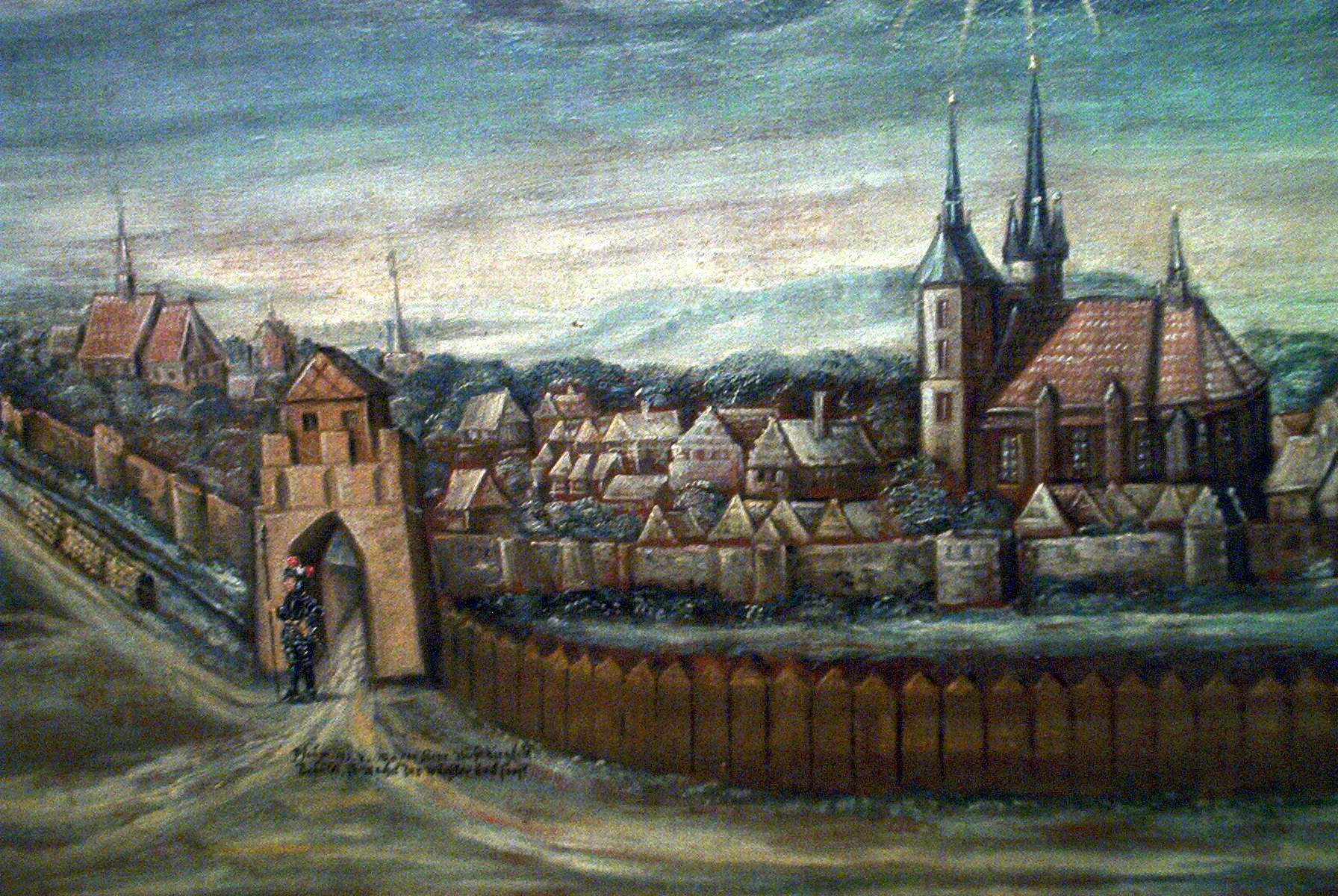
Neuruppin um 1694

Die vorgeschichtliche Besiedelung des Landes reicht von der mittleren Steinzeit über die jüngere Bronzezeit mit erst germanischen, später dann slawischen Siedlungen (im Altstadtbereich – u. a. „Neuer Markt“ – und im Umland) an den Ufern des Ruppiner Sees. In spätslawischer Zeit wurde dieses Gebiet vom Stamm der Zamzizi besiedelt, dessen Zentrum vermutlich die Slawenburg Ruppin auf der Insel Poggenwerder bei Alt Ruppin war. Nach dem Wendenkreuzzug 1147 und der Eroberung des Landes durch deutsche Adlige wurde um 1200 auf dem Amtswerder, einer Halbinsel neben der Insel Poggenwerder, die Burg Ruppin (auch Planenburg) als große Niederungsburg und politisches Zentrum der Herrschaft Ruppin errichtet. Im nördlichen Vorgelände entstand eine Marktsiedlung mit Nikolaikirche, östlich daran und jenseits des Rhins der „Kietz“: die Stadt (Olden Ruppyn) Alt Ruppin war entstanden.
Südwestlich des Burgortes entstand seit Anfang des 13. Jahrhunderts unter Beibehaltung des Namens Ruppin die Siedlung des heutigen Neuruppin mit Nikolaikirche und angerartigem Straßenmarkt.
Das damalige (Neu-)Ruppin war eine planmäßige Stadtgründung der Grafen von Lindow-Ruppin, einer Nebenlinie der Arnsteiner, die in Alt Ruppin residierten. Die erste urkundliche Erwähnung stammt aus dem Jahre 1238. Eine Erweiterung der ursprünglichen Marktsiedlung Alt Ruppin, hin zur heutigen Stadt Neuruppin, erfolgte wahrscheinlich bereits vor der Gründung des Dominikanerklosters 1246 als erste Niederlassung des Ordens zwischen Elbe und Oder durch den ersten Prior Wichmann von Arnstein. Die Verleihung des Stendaler Stadtrechtes erfolgte am 9. März 1256 durch Günther von Arnstein. Die Befestigung der Stadt erfolgte im 13. Jahrhundert durch Palisaden und ein Wall-Grabensystem, später wurde sie durch Mauern und Wall-Grabenanlagen befestigt; 24 Wiekhäuser und zwei hohe Türme verstärkten die Stadtmauern. Dazu kamen drei Tore, das Altruppiner/Rheinsberger Tor im Norden, das Berliner/Bechliner Tor im Süden und das Seetor im Osten. Die vollständige Ummauerung erfolgte spätestens gegen Ende des 15. Jahrhunderts.
Neuruppins ältester Teil war ein langgestreckter Anger, begleitet von zwei parallelen Straßen zwischen dem südlichen und nördlichen Stadttor, im Süden darauf die älteste Kirche Neuruppins (St. Nikolai). Die Hauptstraße Neuruppins war seit Mitte des 16. Jahrhunderts gepflastert.
Quer durch Neuruppin, von Nordwesten zum See hin, verlief der aus der Ruppiner Mesche kommende Klappgraben zur Versorgung der Stadt mit Brauchwasser und zur Entwässerung, der 1537 zum Teil zugeschüttet und nach dem Stadtbrand 1787 als offener Kanal in der Schinkelstraße erneuert wurde.
Neuruppin gehörte im Mittelalter zu den größeren nordostdeutschen Städten. Erhalten sind aus dieser Zeit unter anderem Teile der Stadtmauer, Teile der Klosterkirche St. Trinitatis (1246), die St. Georgs-Kapelle (1362), das Siechenhospital (1490) mit der 1491 geweihten St.-Lazarus-Kapelle sowie Reste des Seeviertels. Die mittelalterliche Stadt hatte einen nahezu quadratischen Grundriss von etwa 700 m × 700 m, der an der Ostecke auffällig abstumpft. Die Ost-Südost-Seite grenzt an den Ruppiner See.
Zur Feier eines Friedensvertrages veranstaltete Kurfürst Joachim I. 1512 in Neuruppin ein dreitägiges Ritterturnier, „das damals im ganzen Lande von sich reden machte und mit einer Pracht begangen wurde, wie sie weder in Berlin noch zu Cöllen an der Spree bis dahin gesehen worden war“.
Nach dem Aussterben der Grafen von Lindow-Ruppin 1524 kam Neuruppin als erledigtes Lehen an den Kurfürsten Joachim I. Der Dreißigjährige Krieg verwüstete auch Neuruppin und ließ seine Bewohner verarmen. Besonders in der Zeit um 1638 war die Stadt mehrfach der Einquartierung und Ernährung der durchziehenden wechselnden Kriegsparteien ausgesetzt.
Im Zuge der Reformation fiel der Klosterbesitz um 1540 an den Kurfürsten. 1564 schenkte Kurfürst Joachim II. von Brandenburg das durch die Einführung der Reformation in Brandenburg 1541 aufgelassene Kloster der Stadt. In diese Zeit fällt eine in der Klosterkirche abgebildete Legende über eine Maus, die eine Ratte verfolgt. Damit wurde der Legende ein Bild gegeben, dass die Einführung der Reformation unter den im Neuruppiner Kloster lebenden Mönchen sehr ängstlich gesehen wurde: „Eher jagt eine Maus eine Ratte, als das Kloster evangelisch wird.“
1365 wurde die Neuruppiner Lateinschule zum ersten Mal urkundlich erwähnt, die zeitweilig überregionale Bedeutung besaß. Ihre Geschichte ist seit 1477 gut dokumentiert. 1777 übernahmen Philipp Julius Lieberkühn und Johann Stuve die Schulleitung und reformierten die Schule im Basedowschen Sinne, was allgemeine Beachtung fand.
Mit dem Edikt des Kurfürsten Friedrich Wilhelm v. Brandenburg 1685 siedelten sich in ihrer französischen Heimat verfolgte Hugenotten an, die in die Städte der Mark über 50 unbekannte, neue Gewerke mitbrachten und somit entscheidend am Wiederaufbau des vom Dreißigjährigen Krieg (1618–1649) schwer gezeichneten Landes mitwirkten.
1688 wurde Neuruppin eine der ersten Garnisonsstädte Brandenburgs. Hier war Kronprinz Friedrich 1732–1740 nach seinem erfolglosen Fluchtversuch und anschließender Haft in Küstrin Inhaber des Regiments zu Fuß Kronprinz. In dieser Zeit wurde Bernhard Feldmann auf Wunsch des Kronprinzen sein Leibarzt und später auch Stadtphysikus. Seine Abschriften historisch interessanter Ratsakten gelten als wichtigste Sammlung von Quellen zur frühen Stadtgeschichte, da die Originalakten beim Stadtbrand 1787 vernichtet wurden. Zeitweilig lag der Anteil der Soldaten und zivilen Truppenangehörigen bei 1500 von 3500 Einwohnern. Erst mit dem Abzug der Gruppe der Sowjetischen Streitkräfte in Deutschland 1994 verlor Neuruppin diesen Status.
Ab 1740 hatte der Orgelbauer Gottlieb Scholtze seine Werkstatt in Neuruppin, der u. a. die Orgel in Rheinsberg baute.

### Stadtbrand und Wiederaufbau (1787–1803)

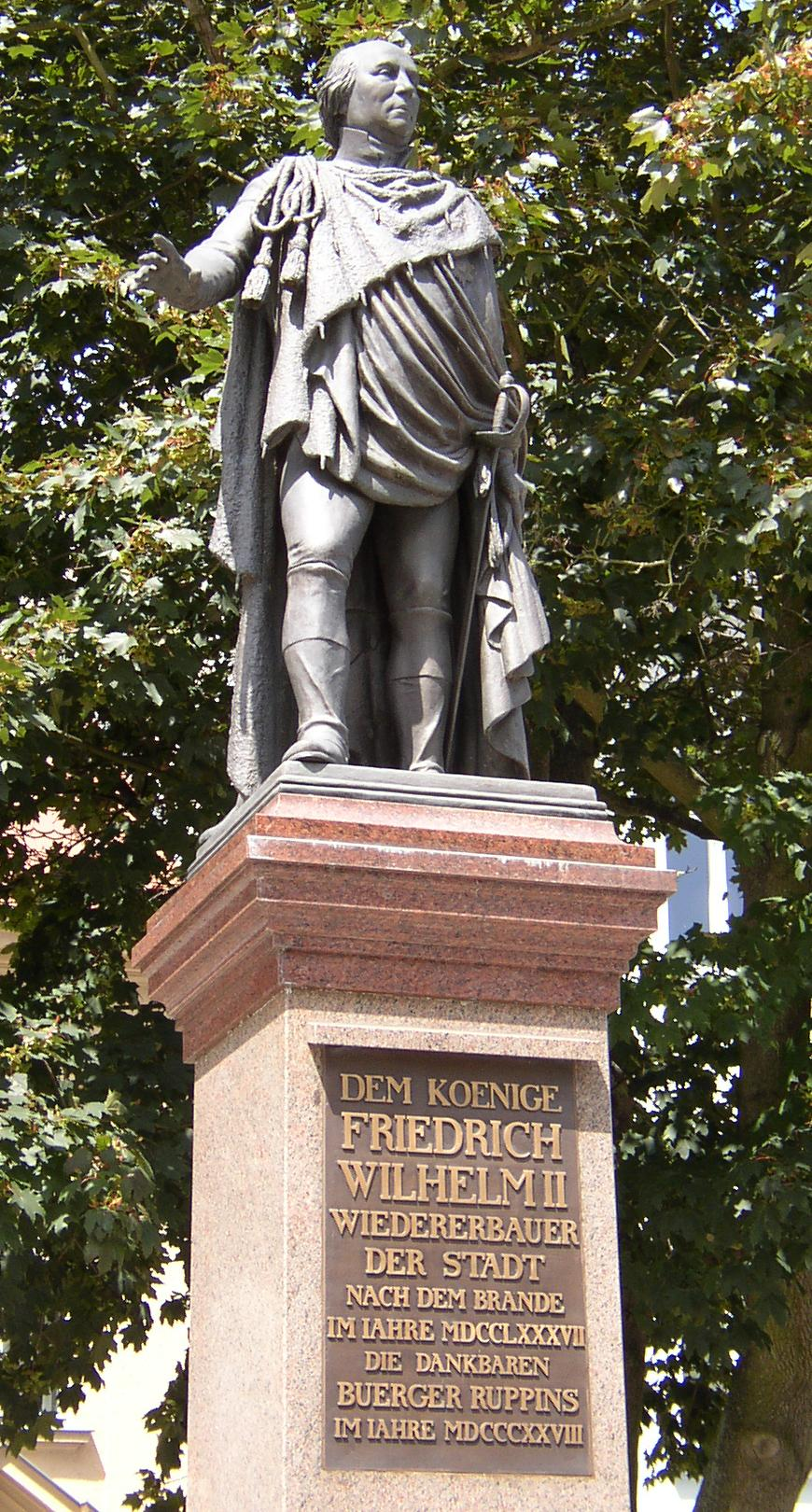
Denkmal für Friedrich Wilhelm II.

Ein Einschnitt in die Entwicklung der Stadt war der Flächenbrand vom Sonntag, dem 26. August 1787. Das Feuer brach in einer mit Getreide gefüllten Scheune am Bechliner Tor am Nachmittag aus und breitete sich rasch aus. Nur zwei schmale Bereiche am Ost- und Westrand der Stadt blieben erhalten. Insgesamt 401 bürgerliche Häuser, 159 Neben- und Hintergebäude, 228 Ställe und 38 Scheunen, die Pfarrkirche St. Marien, das Rathaus, die reformierte Kirche und das Prinzliche Palais wurden zerstört. Menschenleben waren nicht zu beklagen. Der Sachschaden wurde mit fast 600.000 Talern beziffert. Die Feuerkasse ersetzte ca. 220.000 Taler, eine spezielle Kirchenkollekte erbrachte 60.000 Taler, die preußische Regierung stellte 130.000 Taler Retablissementsgelder für den Wiederaufbau der Stadt bereit. Insgesamt wandte der Staat in den folgenden Jahren über eine Million Taler auf.

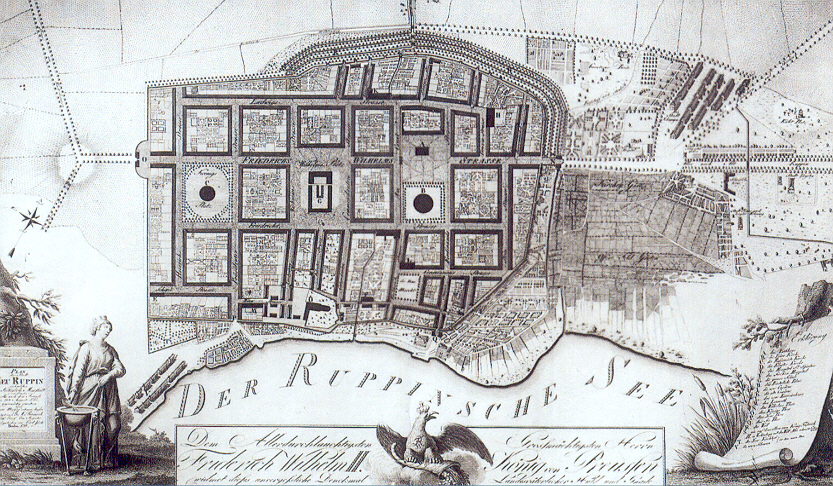
Plan der Stadt Neuruppin, 1789, Bernhard Mattias Brasch

Der seit 1783 in der Stadt tätige Stadtbaudirektor Bernhard Matthias Brasch (1741–1821) setzte die Vorgaben der Wiederaufbaukommission um und beaufsichtigte die entsprechenden Arbeiten. Diese erfolgten 1788–1803 und zwar nach einem einheitlich geplanten Grundriss. Braschs Plan sah die Erweiterung der Stadt von 46 auf knapp 61 Hektar bei Beseitigung der Wälle zwischen Tempelgarten und See vor. Die beiden eng zusammenliegenden Nord-Süd-Straßen wurden zu einer Achse, der späteren Karl-Marx-Straße, vereinigt. Es entstand ein rechtwinkliges Netz von Straßen mit durchgängig zweigeschossigen Traufenhäusern. Lange breite Straßen, unterbrochen durch stattliche Plätze, und Häuser in einer Transformationsarchitektur, die barocke, manieristische und gotische Gestaltungsmittel mit klassizistischen Strömungen vermischt, prägen seit jener Zeit das Stadtbild. Diese städtebaulichen Reformprinzipien sind gut erkennbar. So entstand mit dem Wiederaufbau eine in dieser Originalität einzigartige klassizistische Stadtanlage. Abgeschlossen war der Wiederaufbau bereits im Jahr 1803. Lediglich die Fertigstellung der Pfarrkirche St. Marien (erbaut 1801–1806 von Philipp Bernard François Berson unter der Mitwirkung von Carl Ludwig Engel) zog sich aufgrund von statischen Problemen bis zum Jahr 1806 hin.

### Wiederaufbau im 19. Jahrhundert (1804–1900)

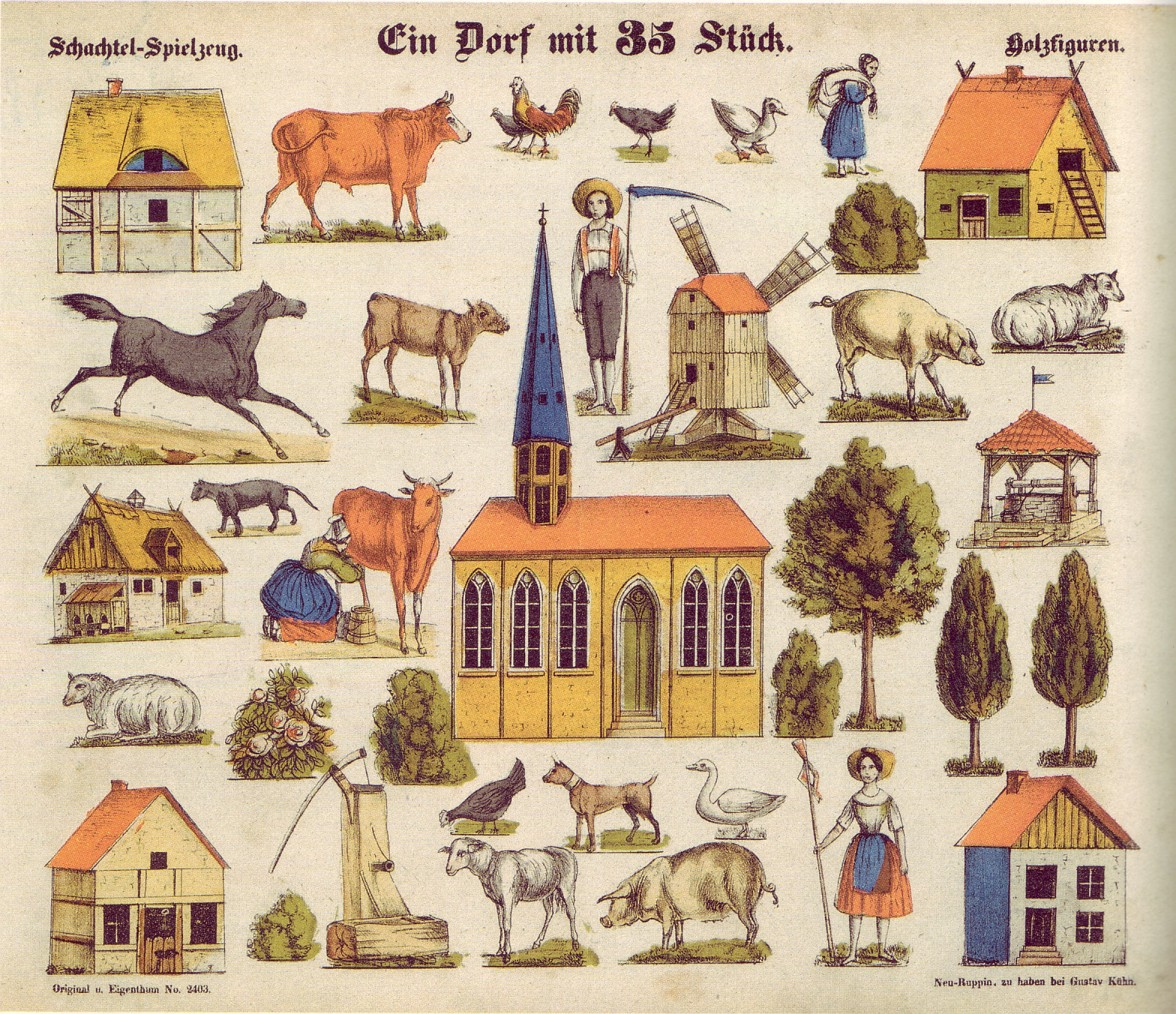
Handkolorierter Neuruppiner Bilderbogen, um 1850

Johann Bernhard Kühn (1750–1826) begann in Neuruppin mit der Produktion der Bilderbogen, thematisch gestalteten und über lange Zeit handkolorierten Einblattdrucken. Sein Sohn Gustav Kühn (1794–1868), der die väterliche Firma 1819 übernahm, erreichte mit diesen Auflagen von zum Teil über drei Millionen Stück pro Jahr (z. B. zum Deutsch-Französischen Krieg 1870/71). Die Drucke wurden mit der Aufschrift Neu-Ruppin, zu haben bei Gustav Kühn weltweit bekannt. Zwei weitere Unternehmen produzierten die preiswerten, wegen der anfänglichen Leseunkundigkeit seiner Käufer beliebten Bilderbogen: Philipp Oehmigke und Hermann Riemschneider sowie Friedrich Wilhelm Bergemann. Alle drei Bilderbogen-Produzenten schafften es, sich in der deutschen Bilderbogenhersteller-Konkurrenz (über 60 Firmen in ganz Deutschland) zu behaupten und über lange Zeit die führenden Plätze einzunehmen.
Im September 1820 kam das Infanterie-Regiment 24 mit Stab und zwei Bataillonen nach Neuruppin, während das Füsilier-Bataillon in Prenzlau Garnison bezog. Das Regiment war 1813 andernorts aufgestellt worden, und hatte an den Befreiungskriegen und der Okkupation Frankreichs teilgenommen. Zunächst wurde das Regiment in Neuruppiner Bürgerquartieren untergebracht.
1877 richtete der Orgelbauer Albert Hollenbach seine Werkstatt in Neuruppin ein. Von ihm stammen u. a. Orgeln in den Kirchen der Ortsteile Bechlin, Buskow, Karwe, Nietwerder und Storbeck sowie der Siechenhauskapelle in der Altstadt Neuruppins.
Nach 1880 wurde Neuruppin Mittelpunkt eines Nebenbahnnetzes, das bis 1945 von der Ruppiner Eisenbahn AG betrieben wurde. Dieses strahlte nach Fehrbellin–Paulinenaue (1880), Kremmen–Berlin und Wittstock–Meyenburg (1899) und Neustadt beziehungsweise Herzberg (1905) aus. Hierfür wurde über den Ruppiner See ein Bahndamm aufgeschüttet, der den See 2,5 Kilometer vom Nordufer entfernt in Ost-West-Richtung quer durchschneidet.
Im Jahr 1893 wurde am Südrand der Kernstadt die Landesirrenanstalt Neuruppin errichtet.

### Die Stadt im 20. Jahrhundert
Seit 1905 werden Feuerlöscher in Neuruppin hergestellt. Insbesondere die Minimax-Feuerlöscher waren aufgrund leichter Handhabung schnell weit verbreitet.
Im Ersten Weltkrieg wurde eine Fliegerstaffel in Neuruppin stationiert und ein Flugplatz angelegt.
1921 wurde im Ortsteil Gildenhall eine Freilandsiedlung vom Baumeister und Siedlungstechniker Georg Heyer (1880–1944) begründet, deren Ziel es war, Künstler und Kunsthandwerker zum gemeinsamen Wohnen und Arbeiten zu versammeln, um gemeinsam Produkte des Alltags bezahlbar für alle und in kunsthandwerklicher Form zu kreieren und herzustellen. Sie versammelte namhafte Künstler und Kunsthandwerker und bestand bis 1929.

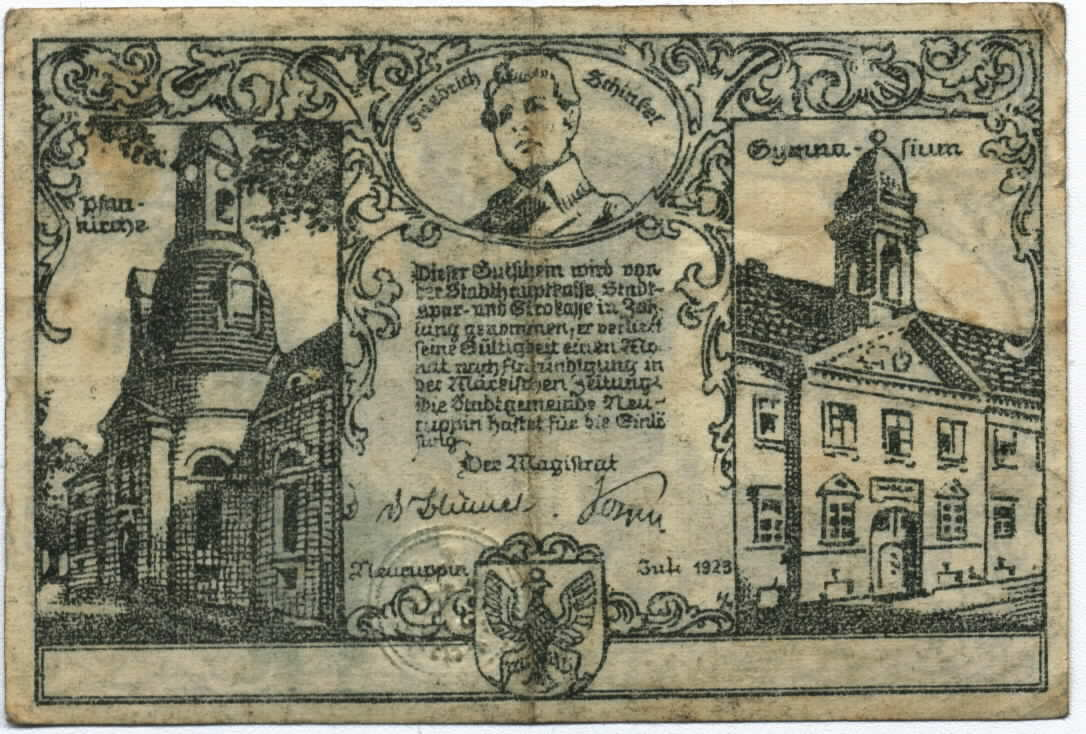
Neuruppiner Notgeld von 1923 mit Stadtmotiven

1926 wurde die neben dem Bahndamm über den Ruppiner See gelegene Straße fertiggestellt. Die Siedlungen Gildenhall und Kolonie Wuthenow erhielten so einen direkten Anschluss an Neuruppin. 1929 wurden diese Siedlungen eingemeindet, nachdem bereits 1928 der Gutsbezirk Treskow eingemeindet worden war.
Nach der Machtergreifung durch die Nationalsozialisten wurden im Juni 1933 mehr als 80 politische Gegner des Regimes, vor allem Sozialdemokraten, Juden und Kommunisten, in ein von der SA betriebenes provisorisches Gefängnis innerhalb der Gebäude einer zu diesem Zeitpunkt stillgelegten Brauerei an der Altruppiner Allee verschleppt. SA-Angehörige folterten und misshandelten hier viele der Gefangenen. An sie erinnert ein während der sowjetischen Besatzungszeit 1947 geschaffener Gedenkstein sowie das 1981 auf Veranlassung der SED-Bezirksleitung erstellte Figurenensemble, welches das ursprüngliche Mahnmal am Schulplatz ersetzte.
1934 wurde der Militärflugplatz Neuruppin als Fliegerschule Neuruppin neu belebt.
Die etwa 90 jüdischen Bürger der Stadt wurden während der Zeit des Nationalsozialismus verfolgt, deportiert und ermordet. Ihr 1824 eingerichteter Alter Friedhof wurde glimpflich behandelt, erhaltene jüdische Grabsteine wurden auf Anordnung des damaligen Regimentskommandeurs der Wehrmacht, Paul von Hase, auf den Neuen Friedhof (Evangelischer Friedhof) umgesetzt. Seit dem 17. November 2003 erinnern Stolpersteine in der Kernstadt und in Alt Ruppin an die ermordeten jüdischen Einwohner.
Für die „Aktion T4“ im Rahmen der Krankenmorde in der Zeit des Nationalsozialismus diente die Landesirrenanstalt Neuruppin als Zwischenanstalt für die NS-Tötungsanstalt Brandenburg und die NS-Tötungsanstalt Bernburg. Deshalb war die Zahl der Patienten von 1.971 am 1. Januar 1937 auf 4.197 am 1. April 1940 gestiegen. 1941 waren von den 1.797 Planbetten nur noch 1.147 belegt. 1943 wurde der größere Teil der Patienten in der Aktion Brandt in andere Anstalten verlegt. Das Krankenhaus wurde während des Zweiten Weltkriegs teilweise auch als Reservelazarett genutzt. Nach 1945 dienten Teile der Einrichtung als Bezirkskrankenhaus. Am 20. September 2004 wurden auf dem Gelände der Ruppiner Kliniken sechs Stolpersteine symbolisch für die Euthanasieopfer der ehemaligen Landesirrenanstalt gelegt.
Am 1. Mai 1945 erreichten die sowjetischen Streitkräfte Neuruppin und bereiteten den Beschuss der Stadt vom gegenüberliegenden Seeufer aus vor. Jedoch gelang es einem Unbekannten, am Turm der Klosterkirche eine weiße Fahne zu hissen, ebenso geschah es an der Pfarrkirche. So konnte eine Zerstörung verhindert werden. Nördlich vom Bahnhof Rheinsberger Tor wurde ein sowjetischer Ehrenfriedhof eingerichtet, auf dem über 220 sowjetische Soldaten bestattet wurden.
Neuruppin wurde zu einer der größten Garnisonen der Gruppe der Sowjetischen Streitkräfte in Deutschland (GSSD). Die sowjetischen Streitkräfte nutzten den unmittelbar nördlich der Kernstadt gelegenen Militärflugplatz, dessen Betrieb zu erheblicher Lärmbelästigung in der Stadt führte. 1989 führten massive Demonstrationen der Neuruppiner im Zusammenhang mit den Plänen zur Weiternutzung des Truppenübungs- und Luft-Boden-Schießplatzes Wittstock zur Schließung des Flugplatzes.
Bis ca. 1950 befand sich in der Innenstadt das Theater Die neue Bühne. Betrieben wurde es im Rahmen des Landesverbands der Deutschen Volksbühne und hatte bis zu 95 Mitarbeiter.
1951 wurden in Neuruppin die Elektro-Physikalischen Werkstätten gegründet als Produzent elektronischer Bauelemente. Ab 1970 wurden sie als Elektro-Physikalische Werke (EPW) zum größten Leiterplattenhersteller der DDR mit bis zu 3500 Werktätigen ausgebaut. Später war der Betrieb ein wesentlicher Bestandteil des Kombinat Mikroelektronik. Zu DDR-Zeiten befand sich in Gühlen-Glienicke das Kinderferienlager Frohe Zukunft DDR.
1952 wurde Neuruppin infolge der Kreisgebietsreform der DDR Kreisstadt des gleichnamigen Kreises im Bezirk Potsdam.
Infolge der Wende und friedlichen Revolution in der DDR wurde im Jahr 1990 das Land Brandenburg neu gegründet, der Kreis Neuruppin blieb vorerst bestehen.

#### Neuruppin als sozialistische Kreisstadt 1970–1989
Planungen für die Entwicklung einer modernen Kreisstadt mit bis zu 100.000 Einwohnern wurden ab Mitte der 1960er Jahre bis Mitte der 1970er Jahre vorgenommen. Grundlage dafür waren die vorgesehene industrielle und verwaltungstechnische Entwicklung der Kreisstadt Neuruppin. Seit den 1970er Jahren wurde der VEB Elektrophysikalische Werke Neuruppin aufgebaut, der die gesamte Leiterplatten-Produktion für die Mikroelektronik- und Unterhaltungstechnik-Industrie der DDR übernehmen sollte. Der VEB Feuerlöschgerätewerke Neuruppin als Hauptproduzent von Handfeuerlöschern der im RGW zusammengeschlossenen Ostblockstaaten und das Volkseigene Backwarenkombinat als Hauptproduzent von Backwaren aller Art für die Kreisstadt und den Kreis Neuruppin wurden erheblich erweitert.
Dies alles erforderte den Zuzug von hochqualifizierten Leitungs-, Forschungs- und Entwicklungskräften sowie vielen tausend Arbeitskräften. Die bis Ende der 1960er Jahre ansässige Stammbevölkerung von Neuruppin reichte dafür nicht aus. Bei den Planungen wurde auch die verkehrsgünstige Lage am Kreuzungspunkt von vier wichtigen Nebenbahnstrecken der Deutschen Reichsbahn mit günstiger Nord-/Südanbindung für den Güter- und Personenverkehr und die in Planung und später im Bau befindliche Autobahn Berlin-Rostock/Hamburg (heute A24 und A19) einbezogen.
Die Planungen zu einer sozialistischen Kreisstadt sahen unter anderem den Bau mehrerer Wohnkomplexe außerhalb der bis 1968 existierenden Siedlungsfläche der Stadt und die Umgestaltung der außerhalb der mittelalterlichen Stadtmauer gelegenen Altstadt vor. Ab den 1970er Jahren folgende städtebauliche Projekte umgesetzt:
- Aufbau des „VEB Elektrophysikalische Werke Neuruppin“
- Aufbau des „Volkseigenen Kombinats Backwaren Neuruppin“
- Ausbau des „VEB Feuerlöschgerätewerk Neuruppin“
- 1961: Bau der Poliklinik (Neustädter Straße) zur ärztlichen Versorgung
- 1970–1974: Bau des Wohnkomplexes (WK) I Junckerstraße / Thomas-Mann-Straße / Franz-Maecker-Straße (DDR-Wohnungsbauserie IW 64 Typ Brandenburg)
- 1970–1972: Bau der Straßenachsen E-Straße (zu Anfang ohne Namen E-Straße = Entlastungsstraße um das Stadtzentrum, seit 1973 Heinrich-Rau-Straße) und der Zubringer Nord und Süd zur Autobahn (heute A 24)
- 1972: Einrichtung eines bis heute nach Taktfahrplan funktionierenden ÖPNV durch Stadtbuslinie Neuruppin
- 1972–1974: Bau des Wohnkomplexes (WK) II Hermann-Matern-Straße / Erich-Schulz-Straße / August-Fischer-Straße / Anna-Hausen-Straße (DDR Wohnungsbauserie IW 64 Typ Brandenburg)
- 1970–1974: Bau und Eröffnung von Kinderkombinationen (Kinderkrippe und Kindergarten) in den Wohnkomplexen I und II, Bau und Eröffnung der POS Theodor Fontane / Karl-Liebknecht und der EOS Karl-Friedrich Schinkel, Eröffnung von Kaufhallen in den Wohnkomplexen I und II
- 1978–1980: Erweiterung des Wohnkomplexes I durch Lückenbebauung (DDR-Wohnungsbauserie WBS 70) zwischen WK I (Junckerstraße) und WK II (Hermann-Matern-Straße), ab 1982 Ergänzung durch Delikatladen, Obst- und Gemüsehandel und Wohngebietsgaststätte in Kombination mit FDJ-Jugendclub 019 (heute Clubdisco und Nachtbar „Club 019“), Bau des Bürgerhauses im Wohnkomplex II als Wohngebietsgaststätte, Veranstaltungssaal und Schülerspeisung der POS Theodor Fontane / Karl Liebknecht
- 1980–1991: Bau des Wohnkomplexes III (DDR-Wohnungsbauserie WBS 70) Heinrich-Rau-Straße / Bruno-Salvat-Straße / Otto-Grotewohl-Straße / Otto-Winzer-Straße / Rudolf-Wendt-Straße, zum Teil mit seniorengerechten Wohnungen

Die historische Altstadt Neuruppins blieb aus Kostengründen, aber auch durch den Denkmalpflege-Status von weiteren Umgestaltungen zu DDR-Zeiten verschont. Der dem Leitbild der autogerechten Stadt folgende Bau einer vierspurigen Schnellstraße – von der Fehrbelliner Straße entlang der jetzigen Regattastraße über Bollwerk, Seedamm / Steinstraße kreuzend, in Richtung Wittstocker Allee führend – standen finanzielle Engpässe der DDR entgegen. Die Umsiedelung des VEB Feuerlöschgerätewerks Neuruppin und ein Immobilienausgleich der durch die Sowjetarmee in Anspruch genommenen Flächen und Gebäude zwischen Bollwerk und dem VEB Feuerlöschgerätewerk ließ die Wirtschaftskraft der DDR schon Mitte der 1970er Jahre nicht mehr zu.

#### Die 1970er Jahre
Neuruppin wuchs durch die Ansiedlung und den Ausbau von Technologie und Industrie, die wirtschaftlich für die DDR und die RGW-Staaten und als Export in das NSW (nichtsozialistische Wirtschaftsgebiet) gegen Devisen bedeutend war, 1970 bis 1989 von einer Kleinstadt mit rund 18.000 Einwohnern auf 33.000 Einwohner durch Zuzug unterschiedlich vorgebildeter Menschen aus allen Teilen der DDR. Hinzu kamen die Vertragsarbeiter und Lehrlinge aus den sozialistischen Bruderstaaten Vietnam, Angola, Kuba sowie die mit rund 12.000 Mann stationierten sowjetischen Streitkräfte (inklusive ihrer Familien). So entwickelte sich in den neuen Wohnkomplexen I bis III eine vielschichtige Bevölkerung.

#### Die Altstadt Neuruppin 1980–1990
Aus Kosten- und Denkmalschutzgründen blieb die Altstadt Neuruppin von den geplanten modernen Umgestaltungen verschont, verfiel aber bis Ende der 1970er Jahre merklich. Seit Beginn der 1980er Jahre besann sich die SED der DDR auf die historische Geschichte der Städte. So wurde die Altstadt Neuruppins unter Mitwirkung des damaligen Bürgermeisters Harald Lemke von 1980 bis 1986 nach klassizistischem Vorbild saniert.

#### Zukunft Wohnkomplex I bis III
Entgegen dem Trend nach der Wende 1989 im Bundesland Brandenburg wurden in den Wohnkomplexen I bis III keine Wohngebäude abgerissen. Alle Wohnungen der Wohnkomplexe I bis III Neuruppin befinden sich zu 100 % in kommunaler oder genossenschaftlicher Verwaltung (Statistik Stand: 2015) und sind zu 99 % vermietet.

### Neuruppin nach den Eingemeindungen 1993
Die Darstellung der Geschichte der einzelnen Ortsteile erfolgt in den einzelnen Ortsteilartikeln, dieser Abschnitt behandelt nur die Geschichte der Stadt insgesamt und speziell die der Kernstadt.

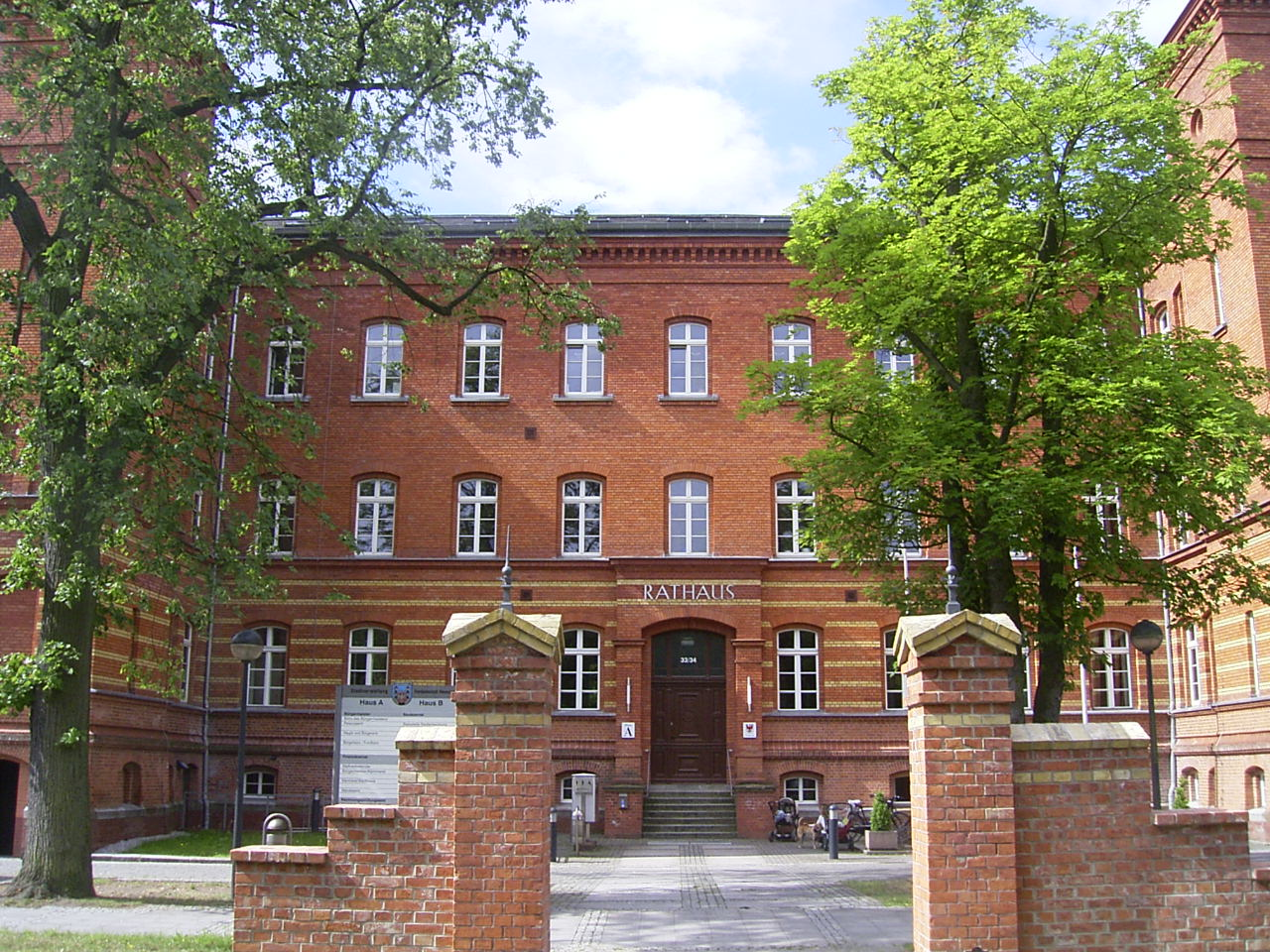
Rathaus von Neuruppin

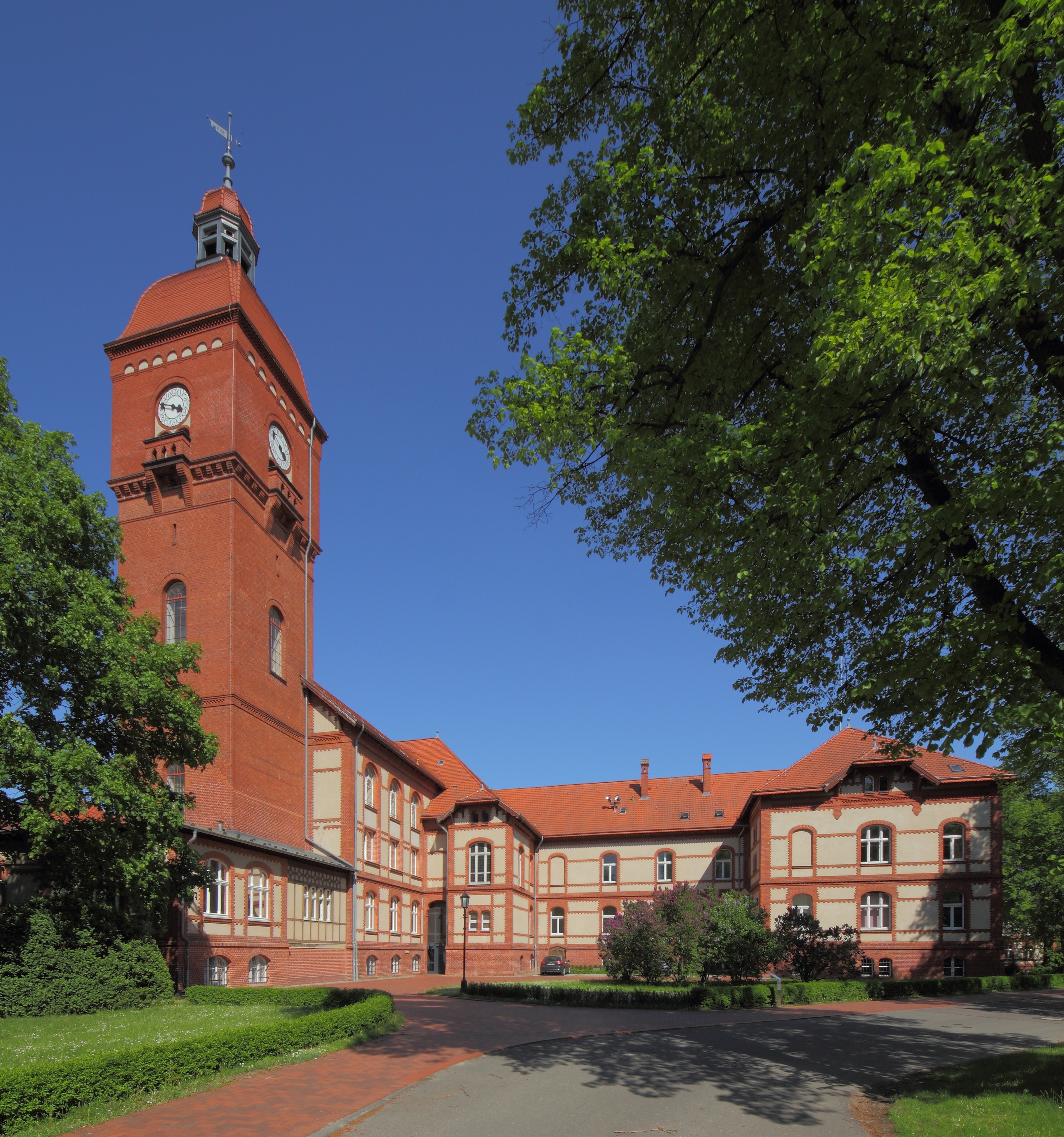
Haus I der Ruppiner Kliniken

Bei der Neubildung der Landkreise, die am 6. Dezember 1993 in Kraft trat, ging der Landkreis Neuruppin im Landkreis Ostprignitz-Ruppin auf. Am selben Tag wurde Neuruppin durch Eingemeindung der Stadt Alt Ruppin sowie der Gemeinden Buskow, Gnewikow, Gühlen-Glienicke, Karwe, Krangen, Lichtenberg, Molchow, Nietwerder, Radensleben, Stöffin, Wulkow und Wuthenow deutlich vergrößert.
Bis 1991 war Neuruppin noch Standort der 12. sowjetischen Panzerdivision. Die Kasernen wurden später im Rahmen der Expo 2000 als Außenprojekt zu Wohnhäusern umgebaut. Teile des Flugplatzes dienen nun noch dem Segelflug.
1996 gingen die damalige Landesklinik Neuruppin und das Bezirkskrankenhaus als Ruppiner Krankenhaus als Teile der Ruppiner Kliniken GmbH in die Trägerschaft des Landkreises Ostprignitz-Ruppin über. Die Ruppiner Kliniken sind damit einer der größten regionalen Arbeitgeber.
Die Evangelischen Kirchenkreise Ruppin und Wittstock/Dosse fusionierten 1998 zum Kirchenkreis Wittstock-Ruppin. Neuruppin verlor dadurch den Sitz des Superintendenten an Wittstock.
Am 11. März 1998 wurde der Stadt die Zusatzbezeichnung Fontanestadt verliehen.
Am 1. Januar 2001 wurde in Neuruppin die Schwerpunktstaatsanwaltschaft für Korruption als Nachfolge der Abteilung für DDR-Unrecht und Bezirkskriminalität gegründet. Sie ist zuständig für Korruptionsdelikte im ganzen Land Brandenburg.
Am 7. September 2002 fand in Neuruppin der 7. Brandenburgtag mit circa 230.000 Besuchern statt. Unter dem Eindruck des Elbhochwassers im Juli 2002 in Sachsen spendeten zahlreiche Künstler wie Udo Lindenberg und Gerhard Schöne ihre Gage für die Flutopfer.
Im Mai 2009 wurde erstmals öffentlich bekannt, dass das Grundwasser unter einem Neubaugebiet am Ruppiner See mit Halogenkohlenwasserstoffen kontaminiert ist. Der Landkreis Ostprignitz-Ruppin als zuständige Umweltbehörde gab zu, von der Umweltbelastung seit 1999 durch Messungen bei früheren Bauvorhaben gewusst zu haben.
Am 12. Mai 2011 erhielt die jodhaltige Thermalsole Neuruppin die erste staatliche Anerkennung einer Heilquelle im Land Brandenburg. Die Thermalsole wird durch die Fontane-Therme am Rande der Altstadt im Wellness-Betrieb und zu Heizzwecken genutzt.
Am 21. Mai 2024 wurden von der Staatsanwaltschaft in Neuruppin fünf Klimaaktivisten angeklagt. Es ist die erste Anklage, die eine deutsche Staatsanwaltschaft wegen des Verdachts der Bildung einer kriminellen Vereinigung gegen Mitglieder der „Letzten Generation“ erhebt.

## Bevölkerungsentwicklung
| Jahr | Einwohner |
| ---- | --------- |
| 1875 | 12 706    |
| 1890 | 14 712    |
| 1910 | 18 920    |
| 1925 | 19 014    |
| 1933 | 21 291    |
| 1939 | 24 559    |

| Jahr | Einwohner |
| ---- | --------- |
| 1946 | 26 040    |
| 1950 | 25 556    |
| 1964 | 22 424    |
| 1971 | 22 369    |
| 1981 | 25 650    |
| 1985 | 26 844    |

| Jahr | Einwohner |
| ---- | --------- |
| 1990 | 27 002    |
| 1995 | 32 795    |
| 2000 | 32 598    |
| 2005 | 32 145    |
| 2010 | 31 599    |
| 2015 | 30 715    |

| Jahr | Einwohner |
| ---- | --------- |
| 2020 | 30 764    |
| 2021 | 31 002    |
| 2022 | 31 555    |
| 2023 | 31 951    |
| 2024 | 31 962    |

Gebietsstand des jeweiligen Jahres, Einwohnerzahl: Stand 31. Dezember (ab 1991), ab 2011 auf Basis des Zensus 2011, ab 2022 auf Basis des Zensus 2022

## Politik

### Stadtverordnetenversammlung
Die Stadtverordnetenversammlung von Neuruppin besteht aus 32 Stadtverordneten und dem hauptamtlichen Bürgermeister. Die Kommunalwahl am 9. Juni 2024 führte bei einer Wahlbeteiligung von 61,0 % zu folgendem Ergebnis:
| Partei / Wählergruppe                 | Stimmenanteil 2019 | Sitze 2019 |        | Stimmenanteil 2024 | Sitze 2024 |
| ------------------------------------- | ------------------ | ---------- | ------ | ------------------ | ---------- |
| AfD                                   | 10,9 %             | 4          | 20,9 % | 7                  |            |
| CDU                                   | 18,6 %             | 6          | 18,4 % | 6                  |            |
| SPD                                   | 18,1 %             | 6          | 15,8 % | 5                  |            |
| Pro Ruppin                            | 12,8 %             | 4          | 13,6 % | 4                  |            |
| Bündnis 90/Die Grünen                 | 13,1 %             | 4          | 10,4 % | 3                  |            |
| Die Linke                             | 15,9 %             | 5          | 08,4 % | 3                  |            |
| Wir in Neuruppin                      | –                  | –          | 06,7 % | 2                  |            |
| Kreisbauernverband Ostprignitz-Ruppin | 03,8 %             | 1          | 02,6 % | 1                  |            |
| Einzelbewerberin Marion Liefke        | –                  | –          | 01,8 % | 1                  |            |
| FDP                                   | 02,3 %             | 1          | 01,3 % | –                  |            |
| Freie Wähler Neuruppin                | 04,5 %             | 1          | –      | –                  |            |
| Insgesamt                             | 100 %              | 32         | 100 %  | 32                 |            |

### Bürgermeister
Vor der Städtereform
- um 1786: Goering[11]

Nach der Städtereform 1808
| - 1810–1816: Braun - 1816–1822: Balthasar Friedrich Knoevenvogel - 1822–1851: Ernst Adolph Bienengräber - 1852–1888: Ch. L. G. von Schulz - 1889–1899: Adolf Trenckmann - 1899–1923: Max Warzecha - 1923–1933: Kurt Blümel - 1934–1945: Kurt Krüger - 1945: Reinhold Meyer - 1945: Karl Hochstädt - 1945: Hermann Huch - 1945–1946: Richard Schulz | - 1946–1948: Trude Marx - 1948–1949: H. Schulz - 1949–1951: Joseph Robiné - 1951–1953: Otto Herms - 1954–?: Max Hartmann - 1957–1965: Bruno Salvat - 1965–1970: Günter Weigt - 1970–1978: Gerd Hohlfeld - 1978–1988: Harald Lemke - 1988–1990: Rainer Frank - 1990–1991: Silke Bringmann - 1991–1994: Joachim Zindler |

Nach den Eingemeindungen 1993
- 1994–2004: Otto Theel (PDS)
- 2005–2021: Jens-Peter Golde (Pro Ruppin)
- seit 2021: Nico Ruhle (SPD)

Ruhle wurde in der Bürgermeisterstichwahl am 29. November 2020 mit 56,7 % der gültigen Stimmen gewählt. Seine Amtszeit beträgt acht Jahre.

### Umgang mit Korruption
Im Jahr 2004 machte Neuruppin Schlagzeilen durch Korruption und Vetternwirtschaft. Angesichts der Häufung dieser Skandale in der Kommunalpolitik bekam die Stadt im Laufe von deren Aufarbeitung Spitznamen wie „Märkisches Palermo“ oder „Klein Palermo“ und „Korruppin“.
Der ehemalige CDU-Stadtverordnete Olaf Kamrath wurde 2006 als „Kopf“ der XY-Bande rechtskräftig unter anderem wegen bandenmäßigen Rauschgiftdelikten zu einer langjährigen Haftstrafe verurteilt.
2007 erfolgte mit dem Urteil gegen den ehemaligen Stadtverordneten Reinhard Sommerfeld (Neuruppiner Initiative) die bislang einzige rechtskräftige Verurteilung eines Mandatsträgers in Deutschland wegen Abgeordnetenbestechung.
Der frühere Landtagsabgeordnete Otto Theel (Die Linke) wurde am 15. Mai 2008 wegen Vorteilsnahme im Amt während seiner Amtszeit als Neuruppiner Bürgermeister zu einer neunmonatigen Haftstrafe auf Bewährung verurteilt. Er legte sein Landtagsmandat anschließend nieder.
Im September 2008 trennte sich die Sparkasse Ostprignitz-Ruppin von ihrem bisherigen Vorstandsvorsitzenden Josef Marckhoff, der von seinem Arbeitgeber anlässlich seines eigenen 60. Geburtstages eine circa 55.000 Euro teure Feier ausrichten ließ. Das Datum fiel zusammen mit dem 160. Firmenjubiläum.
Der ehemalige Geschäftsführer der kommunalen Stadtwerke Neuruppin Dietmar Lenz wurde mit dem Vorwurf, mehr als 500.000 Euro am Aufsichtsrat vorbei zur Unterstützung des Sportvereins MSV Neuruppin ausgegeben zu haben, am 19. März 2009 wegen schwerer Untreue und Vorteilsannahme zu einer Freiheitsstrafe von zwei Jahren auf Bewährung verurteilt. Ende 2009 starb er durch Suizid. Eine Bürgerinitiative initiierte mit Hilfe der beiden einschlägig vorbestraften Otto Theel und Reinhard Sommerfeld ein Abwahlbegehren gegen Bürgermeister Jens-Peter Golde. Golde wurden vom Bürgerbegehren „Kein weiter so!“ mangelnde Führungsqualität, Nichterfüllung seines Wahlprogramms und Gefährdung von Neuruppiner Arbeitsplätzen vorgeworfen. Es scheiterte nach eigenen Angaben im Februar 2010 mit 5079 der erforderlichen 5300 Unterschriften.
Seit dem 1. Januar 2016 ist Neuruppin neben Bonn, Hamm (Westfalen), Potsdam, Leipzig und Halle (Saale) sechstes korporatives kommunales Mitglied bei Transparency International.

### „Neuruppin bleibt bunt“
Im Vorfeld einer geplanten Demonstration rechtsradikaler Gruppierungen in der Kernstadt Neuruppins am 1. September 2007 bildete sich das überparteiliche Aktionsbündnis Neuruppin bleibt bunt und organisierte eine Gegenveranstaltung mit circa 1000 Teilnehmern. Am 5. September 2009 organisierte das Aktionsbündnis angesichts einer weiteren geplanten Demonstration rechtsradikaler Gruppierungen eine Reihe von Aktionen zu Zivilcourage entlang der Demonstrationsstrecke. Am 27. März 2010 organisierte Neuruppin bleibt bunt angesichts eines Demonstrationszugs der rechtsradikalen Freien Kräfte Neuruppin mit 350 Teilnehmern das Demokratiefest Demokratie im Quadrat mit 2000 Teilnehmern. Am 6. Juni 2011 erhielt das Aktionsbündnis für seine Arbeit die Auszeichnung Band für Mut und Verständigung. Im November 2011 fand unter Protest von Neuruppin bleibt bunt gegen den Willen der Stadt ein Parteitag der NPD in Neuruppin statt. Das Aktionsbündnis konnte, durch breites zivilgesellschaftliches Engagement, mit kulturellem Bühnenprogramm auf dem Schulplatz und einer Blockade zum ersten Mal den sogenannten „Tag der deutschen Zukunft“ stoppen. Die rechtsextremen Freien Kräfte Neuruppin/Osthavelland hatten die Demonstration für den 6. Juni 2015 organisiert. Unter dem Motto „Nie wieder heißt nie wieder“ hat das Bündnis zu mehreren Demonstrationen unter dem Motto „Solidarität wieder entdecken, Demokratie erhalten – gegen rechte Hetzte“ aufgerufen. Bei diesen wurde dazu aufgerufen, bei einer Fotoaktion Gesicht zu zeigen für Demokratie und Menschenrechte. Die Fotos wurden auf Plakaten und auf der Internetseite in-neuruppin.de veröffentlicht.

### Wappen
| Wappen von Neuruppin | Blasonierung: „In Blau eine silberne Burg mit zwei gezinnten, zweigeschossigen Türmen mit zwei übereinander liegenden schwarzen Toren und gold-beknauften, roten Spitzdächern; der Mittelbau mit drei Türmchen und einem schwarzen Tor, das von einem roten Dreieckschild, belegt mit einem gold-bewehrten und gold-gezungten silbernen Adler, überdeckt wird.“ |
| Wappen von Neuruppin | Wappenbegründung: Das Kernstück dieses Wappens ist der Adlerschild, er erinnert an die Grafen von Arnstein, die sich zu Beginn des 13. Jahrhunderts als erste deutsche Feudalherren des Gebietes des slawischen Stammes Zamcici bemächtigten. Der silberne Adler war ihr Wappentier. Die Burg mit der fünf Türmen, Stadttore andeutend, weist auf eine wehrhafte, befestigte Stadt hin. Das Wappen wurde am 22. Juni 1928 per Urkunde durch das Preußische Staatsministerium verliehen und am 31. März 2003 durch das Ministerium des Innern bestätigt. |

### Flagge
„Die Flagge ist Rot - Weiß (1:1) gestreift und mittig mit dem Stadtwappen belegt.“

### Dienstsiegel
Das Dienstsiegel zeigt das Wappen der Stadt mit der Umschrift STADT NEURUPPIN • LANDKREIS OSTPRIGNITZ-RUPPIN.

### Städtepartnerschaften
Neuruppin ist Partnerstadt von Bad Kreuznach in Rheinland-Pfalz seit 1990, Nymburk in Tschechien seit 1994, Babimost in Polen seit 2005, Certaldo in Italien seit 1968, Niiza in Japan seit 2003.

## Sehenswürdigkeiten und Kultur

### Sakrale Bauten

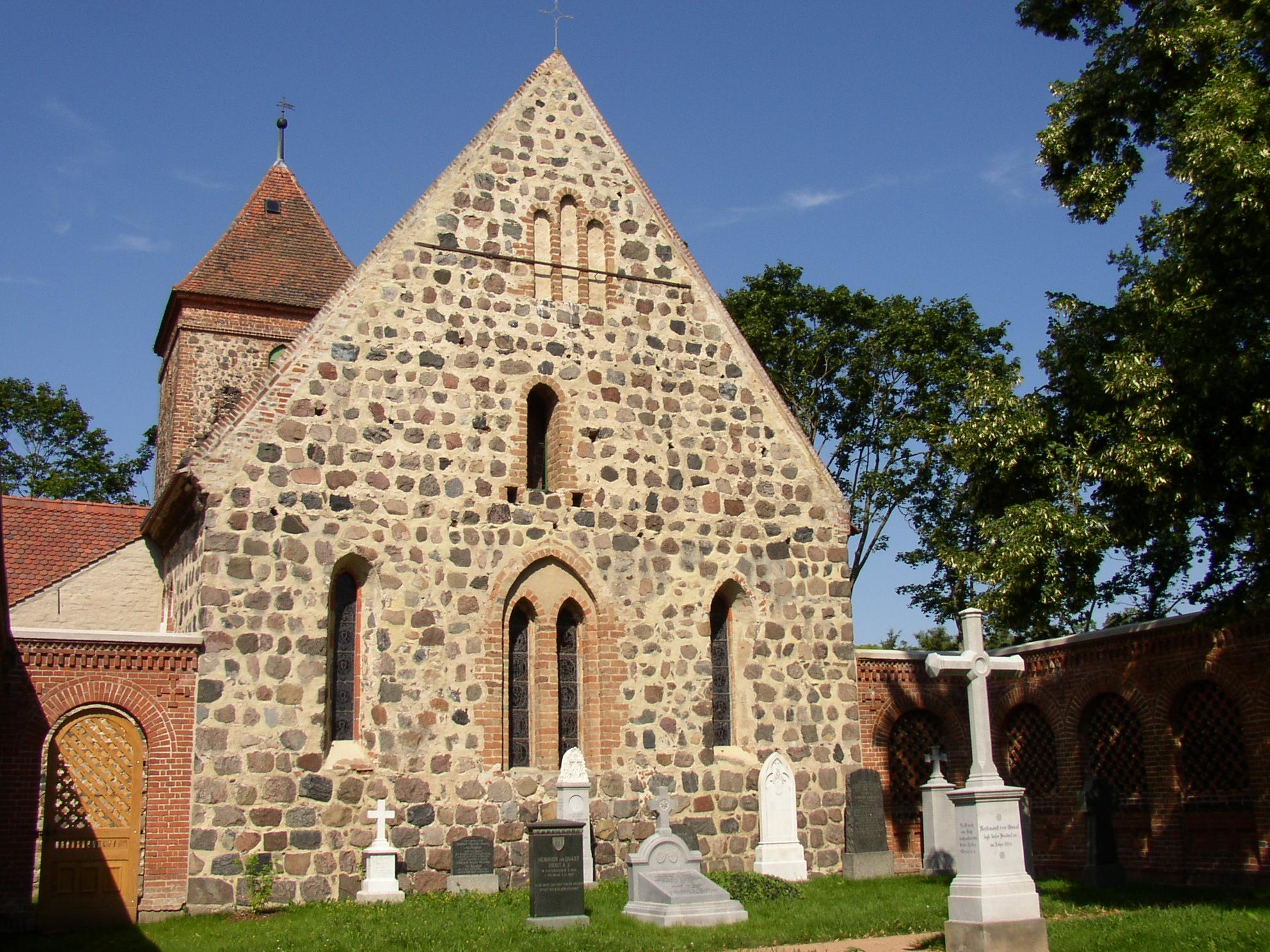
Campo Santo derer von Quast, restauriert (2007)

- Klosterkirche „St. Trinitatis“ aus dem Jahr 1246 (evangelische Kirche, Wahrzeichen Neuruppins)
- Siechenhauskapelle „St. Lazarus“ mit Siechenhospital erbaut 1490–1492, seit 1998 bzw. 1991 im Privatbesitz
- Kapelle „St. Georg“, ersterwähnt im Jahre 1362 (ältestes Fachwerkhaus der Stadt, im Besitz einer Stiftung)
- Pfarrkirche „St. Marien“ erbaut 1801 bis 1806; seit 2002 Kongress- und Veranstaltungszentrum (im Besitz der Stadt Neuruppin)
- Kirche „Herz Jesu“ erbaut im Jahr 1883 (katholische Kirche)
- Schinkel-Kirche in Wuthenow (mit Gemälde der ältesten Stadtansicht)
- Dorfkirche im Ortsteil Radensleben aus dem 13. Jahrhundert, samt dem 1854 von Ferdinand von Quast angelegten Campo Santo der Familie von Quast.
- Kirche im Ortsteil Karwe, mit drei Gedenktafeln für die Knesebecks. Karl Friedrich von dem Knesebeck ließ 1844 das Kirchhofportal errichten.
- Mittelalterliche Kirche im Wohnplatz Bechlin
- Pfarrkirche „St. Nikolai“ im Ortsteil Alt Ruppin

### Weltliche Bauten

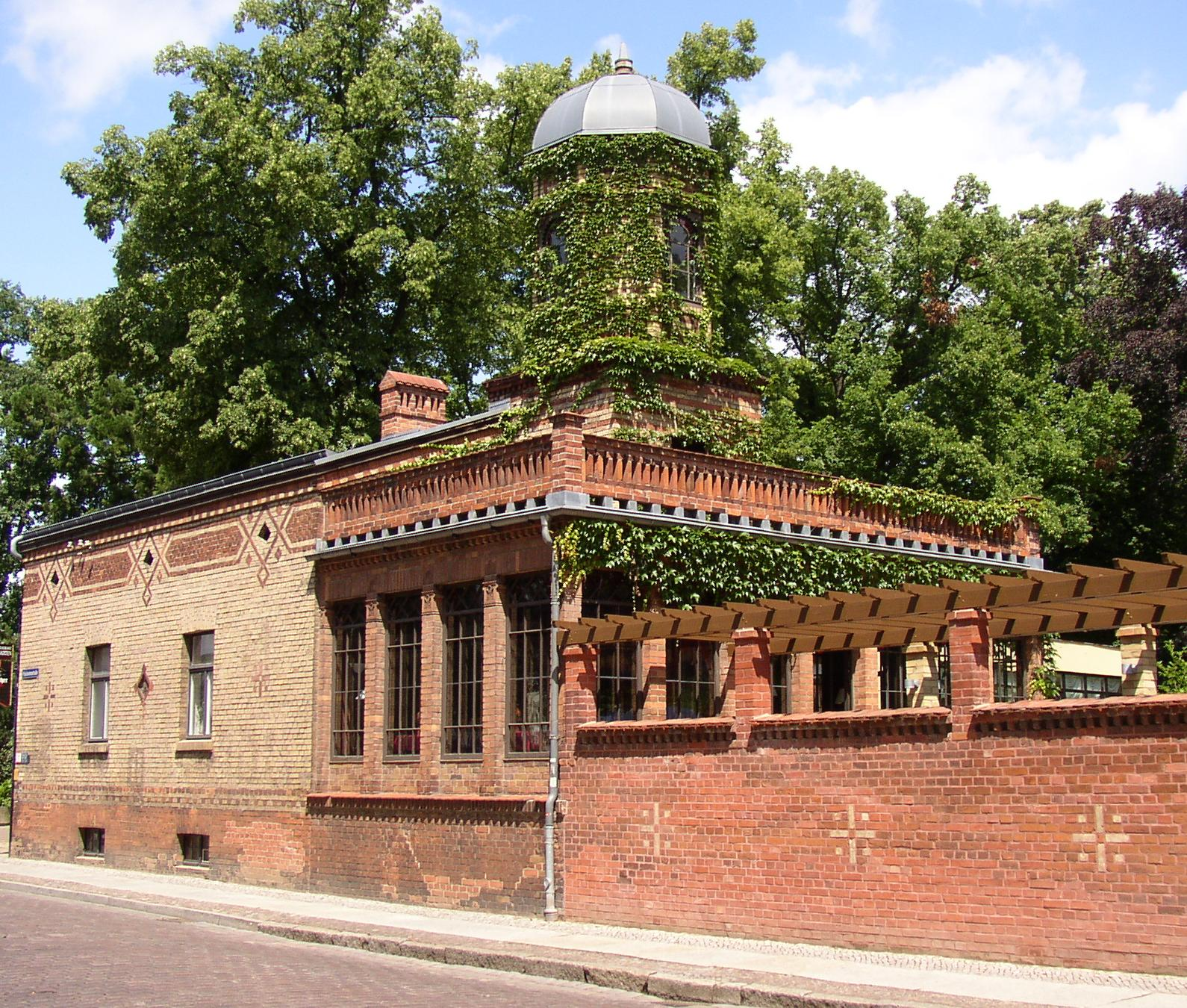
Villa im Tempelgarten

- fast vollständig erhaltene Stadtmauer: teilweise mittelalterliche Stadtbefestigung, teilweise Akzisemauer aus späterer Zeit
- Fontane-Geburtshaus mit Löwen-Apotheke
- UpHus, das zweitälteste erhaltene Fachwerkhaus der Stadt, erbaut 1694
- Predigerwitwenhaus: In diesem Gebäude lebte Karl Friedrich Schinkel mit seiner Mutter von 1787 bis 1794.
- Altes Gymnasium: Es wurde im Jahr 1790 gebaut. Schinkel, Fontane und Wilhelm Gentz gingen dort zur Schule. Nach der Sanierung 2012 ist es wieder zentrales Kultur- und Bildungshaus mit Sitz der städtischen Jugendkunstschule, der Stadtbibliothek, der Musikschule des Landkreises Ostprignitz-Ruppin, der Geschäftsstelle der Theodor Fontane Gesellschaft e. V. und einer Abteilung der Medizinischen Hochschule Brandenburg – Theodor Fontane.
- Logenhaus der Johannisloge „Ferdinand zum roten Adler“: 1788 in der ehem. Heinrichstraße (jetzt Rudolf-Breitscheid-Str.) Nr. 16 als Wohnhaus erbaut. 1815 Ankauf durch die Freimaurer. Seit 2001 Sitz der wiedereröffneten Johannisloge Ferdinand zum roten Adler, Tochterloge der Großen National-Mutterloge „Zu den drei Weltkugeln“[56]
- Anwesen mit Herrenhaus und Kornspeicher in Gentzrode, eine denkmalgeschützte Gutsanlage im maurischen Baustil im nördlichen Stadtgebiet von Neuruppin.
- Tempelgarten mit Apollo-Tempel: Im ehemaligen Obst- und Gemüsegarten des Kronprinzen Friedrich erbaute der Berliner Architekt Georg Wenzeslaus von Knobelsdorff 1735 auf dessen Geheiß ein offenes „Lusthäuschen“. Als dieses Gebäude 1791 baufällig war, ordnete Minister Otto von Voß die Erhaltung an. Oberst von Tschammer, der inzwischen seinen privaten Garten um den Tempelgarten erweitert hatte, umschloss den Tempel mit Wänden und unterkellerte ihn mit einer Küche. Nach mehreren anderen Besitzern erwarb 1853 der Kaufmann und Torfstichbesitzer Johann Christian Gentz den Tempelgarten. Carl von Diebitsch entwarf im orientalisierenden Stil die in den 1850er Jahren erbaute Türkische Villa Gentz, das Gärtnerhaus (mit Minarett) und die Umfassungsmauer mit Toren. Den eklektizistischen Garten gestaltete Gustav Meyer. 1880 konnte der Landkreis Neuruppin den Tempelgarten erwerben, der daraufhin für die Allgemeinheit erschlossen wurde.[57] Im Tempelgarten sind vier Skulpturen der Werkstatt Thomae aus der Zeit um 1719 aufgestellt, von denen drei den folgenden Personen zugeordnet werden konnten: Süleyman I., Karl V., Philipp II.[58]

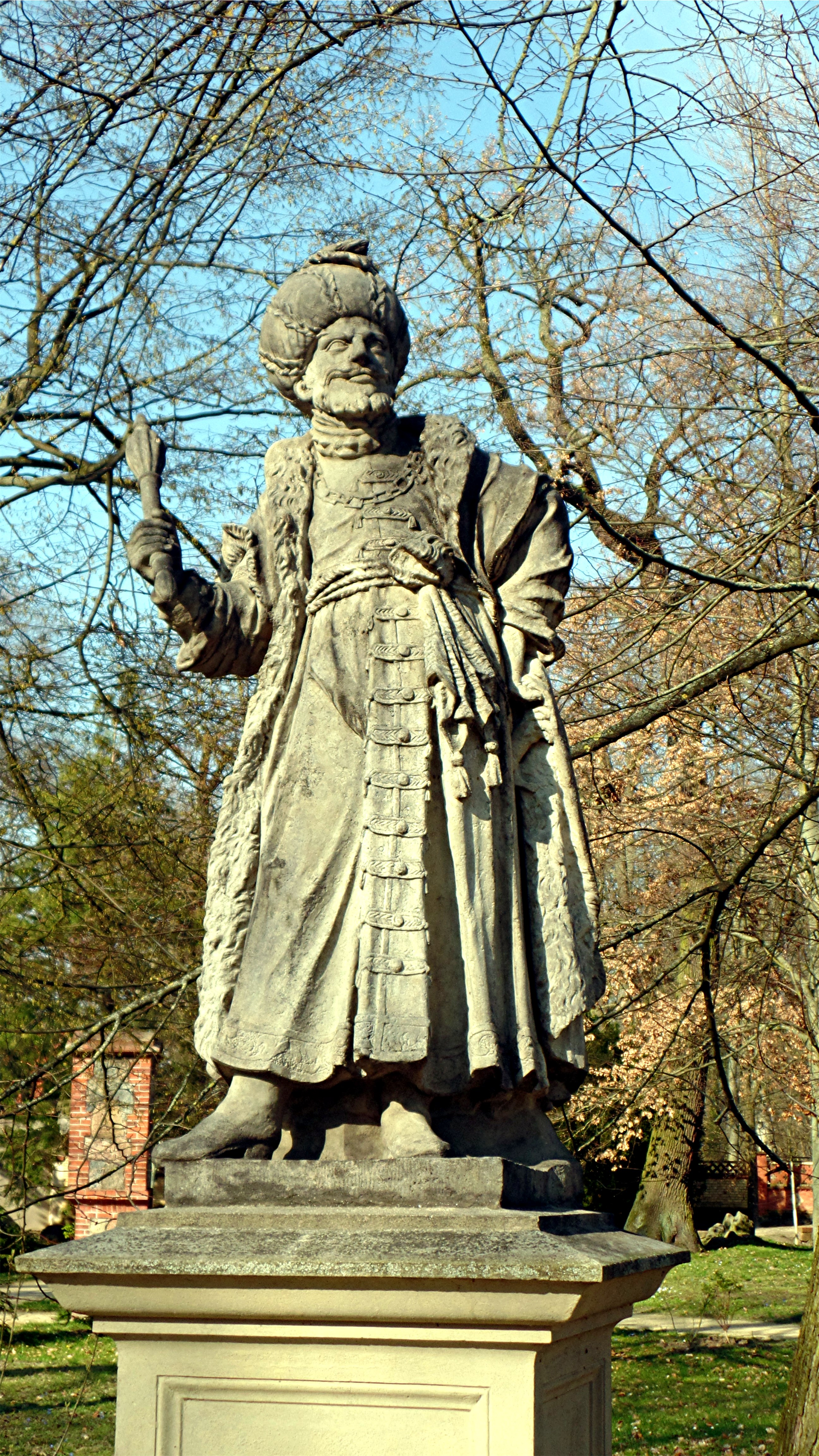
Süleyman I.
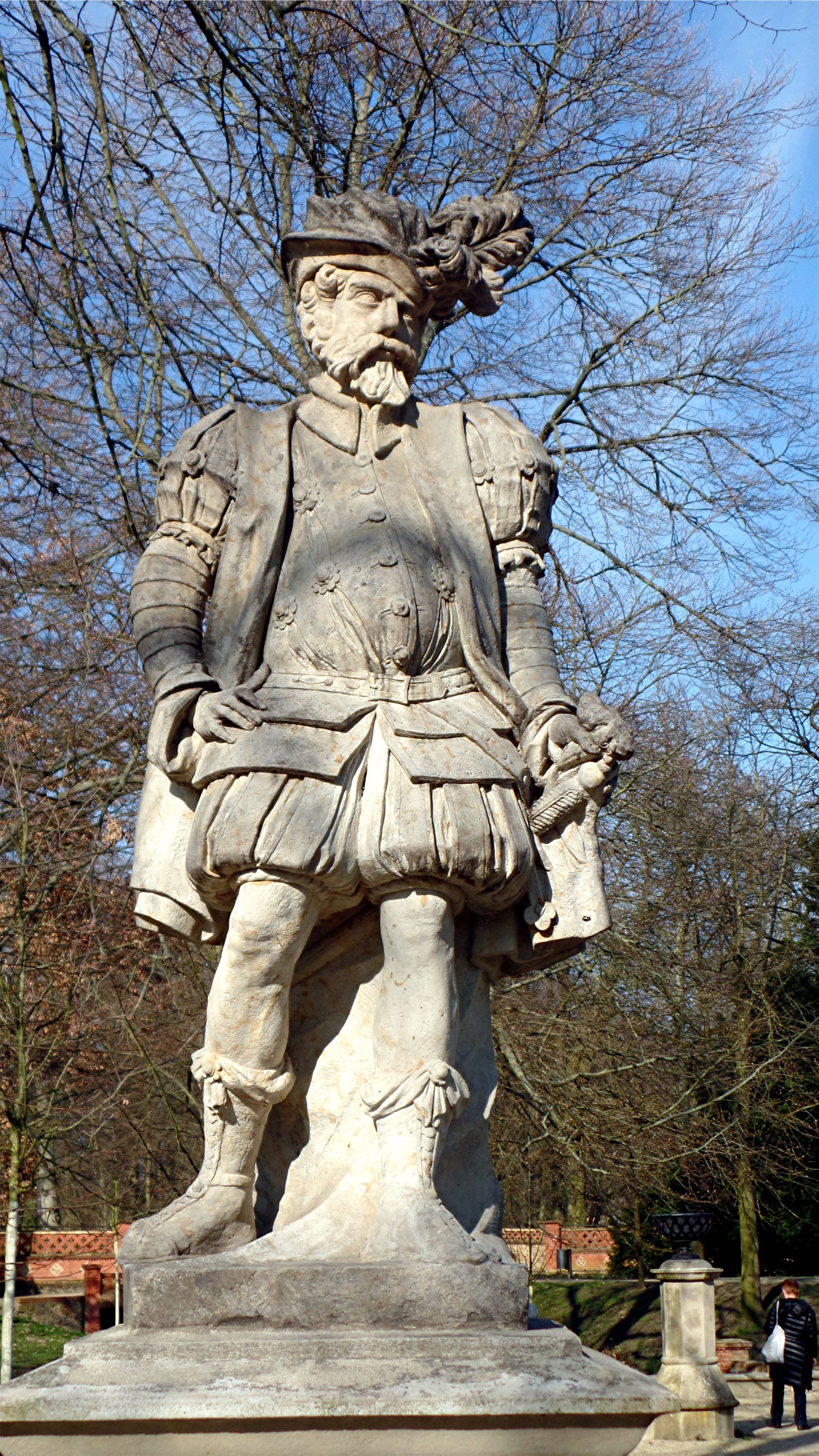
Karl V.
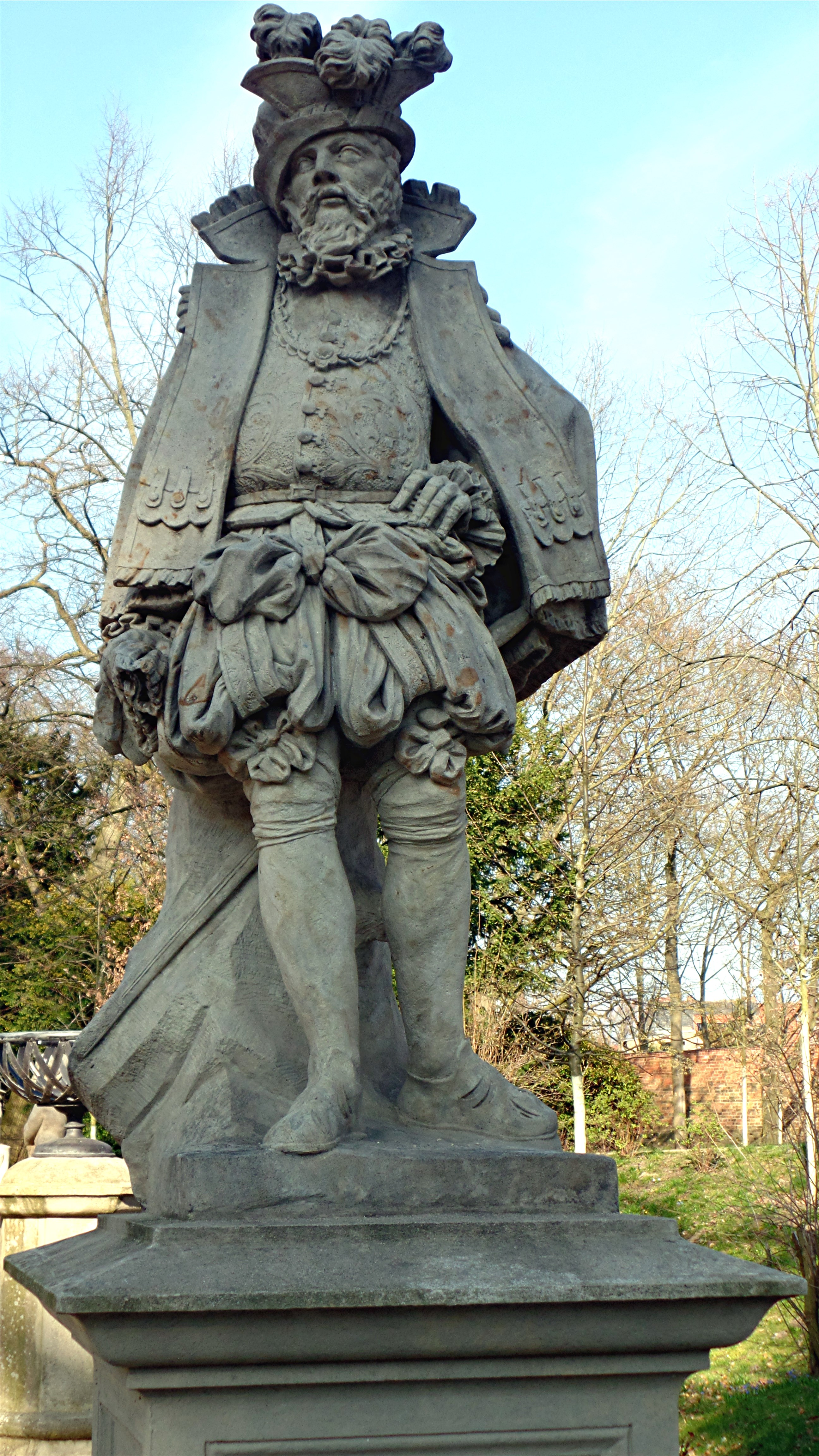
Philipp II.
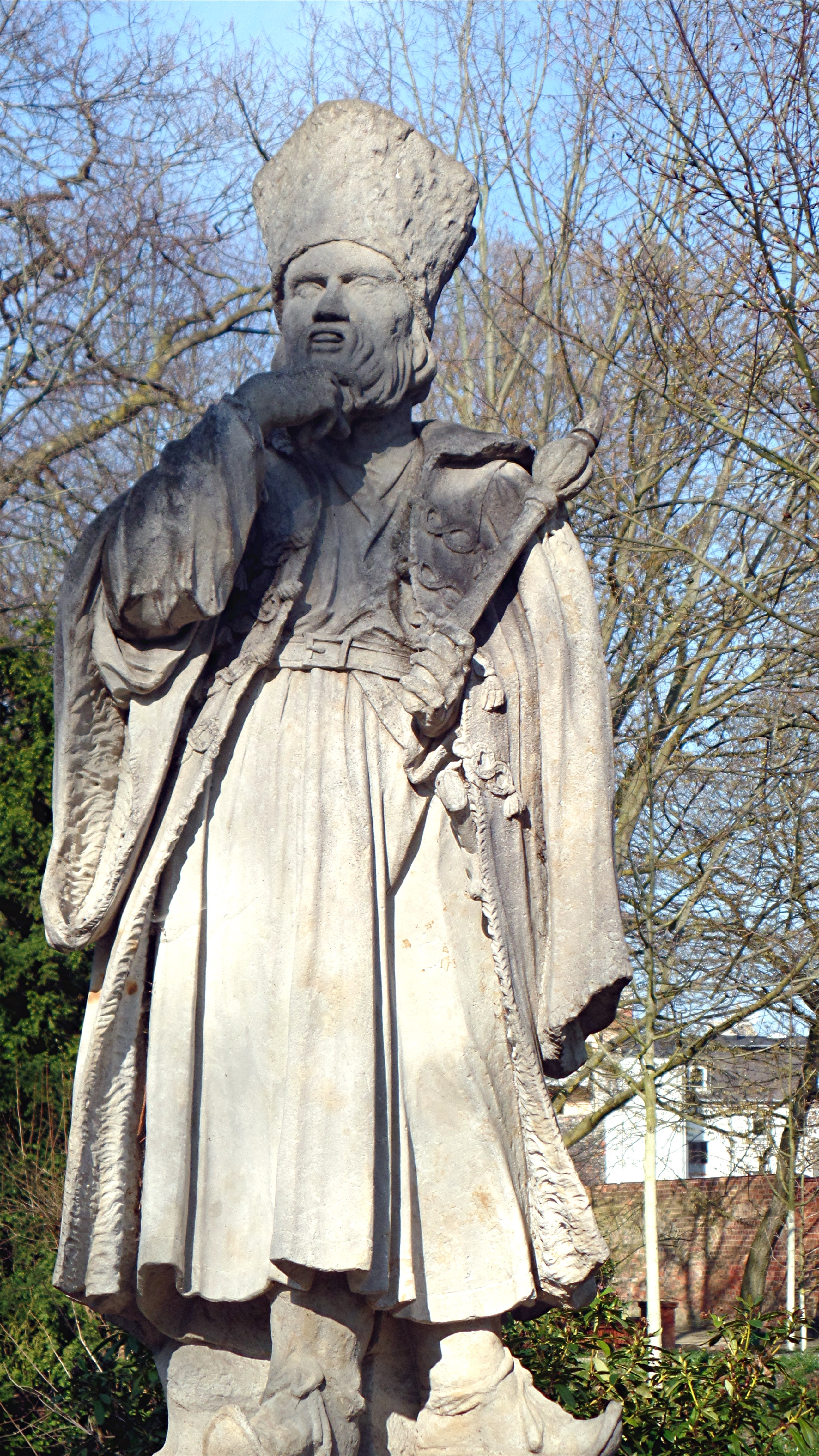
Unbekannter Osmanischer Herrscher

### Denkmale

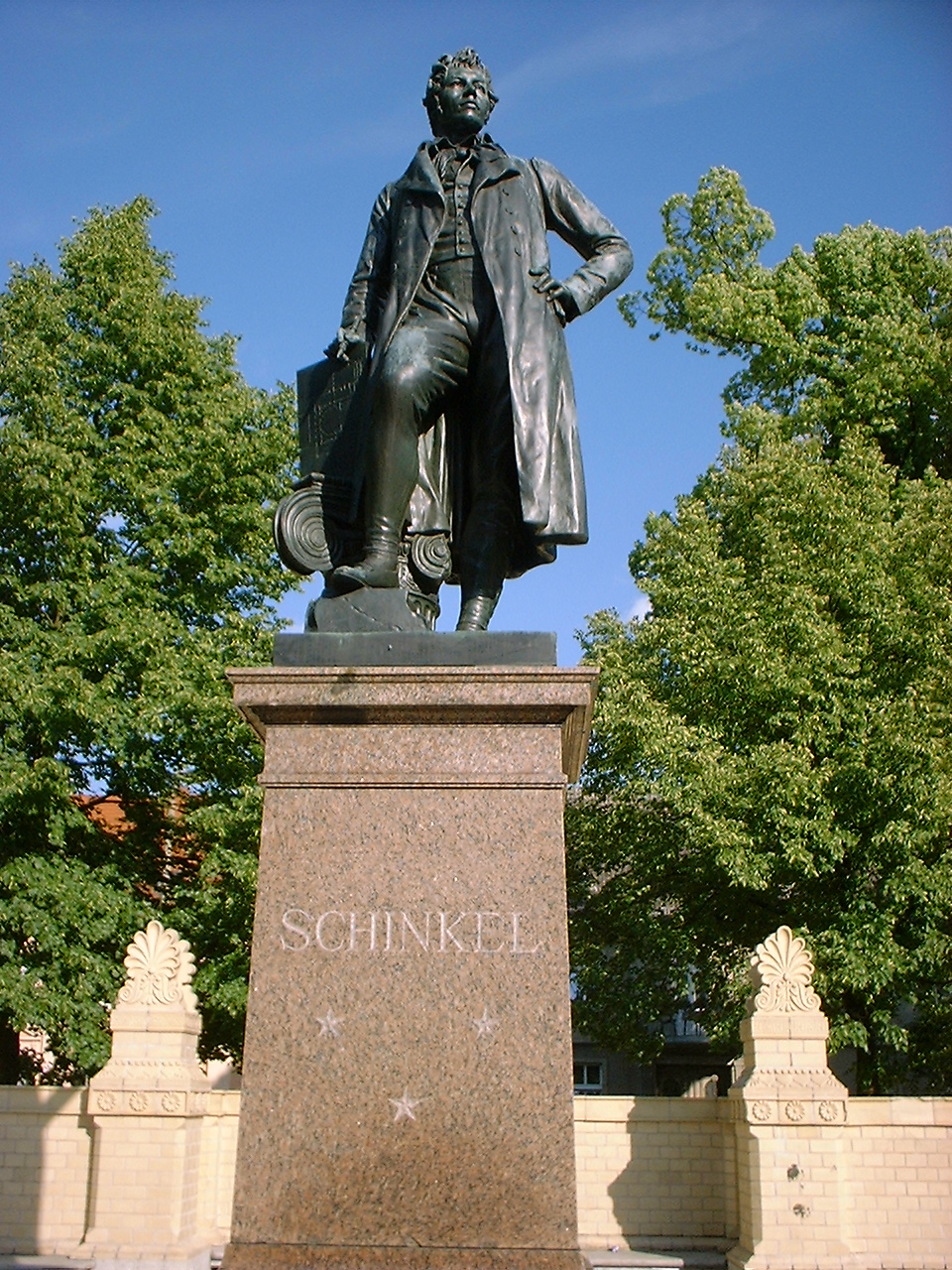
Schinkel-Denkmal von Max Wiese auf dem Kirchplatz

- Denkmal für König Friedrich Wilhelm II., 1829 auf Initiative der Neuruppiner Bürgerschaft nach einem Gesamtentwurf von Schinkel aus Dankbarkeit errichtet. Das Bronzestandbild fertigte der Bildhauer Christian Friedrich Tieck. Mit der Gründung der DDR kam eine Skulptur für Karl Marx auf den Sockel. Wenig später, als die Sowjettruppen die Neuruppiner Kasernen bezogen, wurde der Sockel auf ein Kasernengelände als Lenindenkmal verlegt, Karl Marx „zog um die Ecke“. Der Sockel wurde nach dem Abzug der sowjetischen Streitkräfte wiedergefunden und auf den Schulplatz zurückgebracht. Im Jahr 1998 ließen Bürger der Stadt Neuruppin unter Federführung der damaligen AG Innenstadt eine Kopie der Standfigur des Königs anfertigen und wieder auf den Original-Sockel setzen.[59][60]
- Karl-Friedrich-Schinkel-Denkmal, geschaffen von Max Wiese[61]
- Theodor-Fontane-Denkmal, geschaffen von Max Wiese[61]
- Ferdinand-Möhring-Denkmal, geschaffen von Max Wiese[62]
- Jahn-Lose-Denkmal, geschaffen von Max Wiese[61]
- Gedenktafeln für die Opfer des KZ-Todesmarsches vom April 1945 am Rande der Kernstadt Neuruppin sowie in Wuthenow und weiteren Ortsteilen
- Gedenkstein bzw. Figurenensemble von 1981 für die Opfer des Faschismus
- Gedenktafel für den kommunistischen Widerstandskämpfer Franz Maecker, der 1943 im Strafgefängnis Berlin-Plötzensee ermordet wurde
- Stolpersteine für die ermordeten jüdischen Mitbürger Neuruppins (in der Neuruppiner Altstadt und Alt Ruppin) sowie für die Opfer der nationalsozialistischen „Euthanasie“-Aktion T4 aus der Landesirrenanstalt Neuruppin (auf dem Gelände der Ruppiner Kliniken)[17]
- Steine, Stelen und Skulpturen vom Bildhauer Wieland Schmiedel auf dem Evangelischen Friedhof an der Wittstocker Allee. Dort sind über 100 Kriegsgefangene, Zwangsarbeiter und abgestürzte italienische Flieger begraben worden.
- Jerusalem-Hain nahe dem ehemaligen Jüdischen Friedhof
- Gustav-Kühn-Denkmal „Der Lithograph“, 2008 zum 140. Geburtstag errichtet.
- Karl-Marx-Denkmal, geschaffen von Fritz Cremer[63]
- Bernhard-Feldmann-Stein für den Stadtphysikus und Verfasser der Neuruppiner Ortschronik „Miscellanea Historica“[64]
- Erich-Arendt-Gedenkstele, geschaffen 1968 von Wieland Förster[65]
- Bronzetafel für Eva Strittmatter anlässlich ihres 76. Geburtstags,[66] sowie seit 2012 Gedenktafel an ihrem Geburtshaus, dem Schlossgarten, am Eva-Strittmatter-Platz

Verschwundene Denkmale
Auf dem heutigen Schulplatz vor dem alten Gymnasium stand das große Kriegerdenkmal zu Ehren der Neuruppiner Gefallenen im Deutsch-Französischen Krieg (1870–1871). Es wurde 1874 eingeweiht und 1913 durch ein neues von Max Wiese ersetzt, welches dann 1944 zur Einschmelzung verladen wurde.

### Skulpturen im Stadtbild

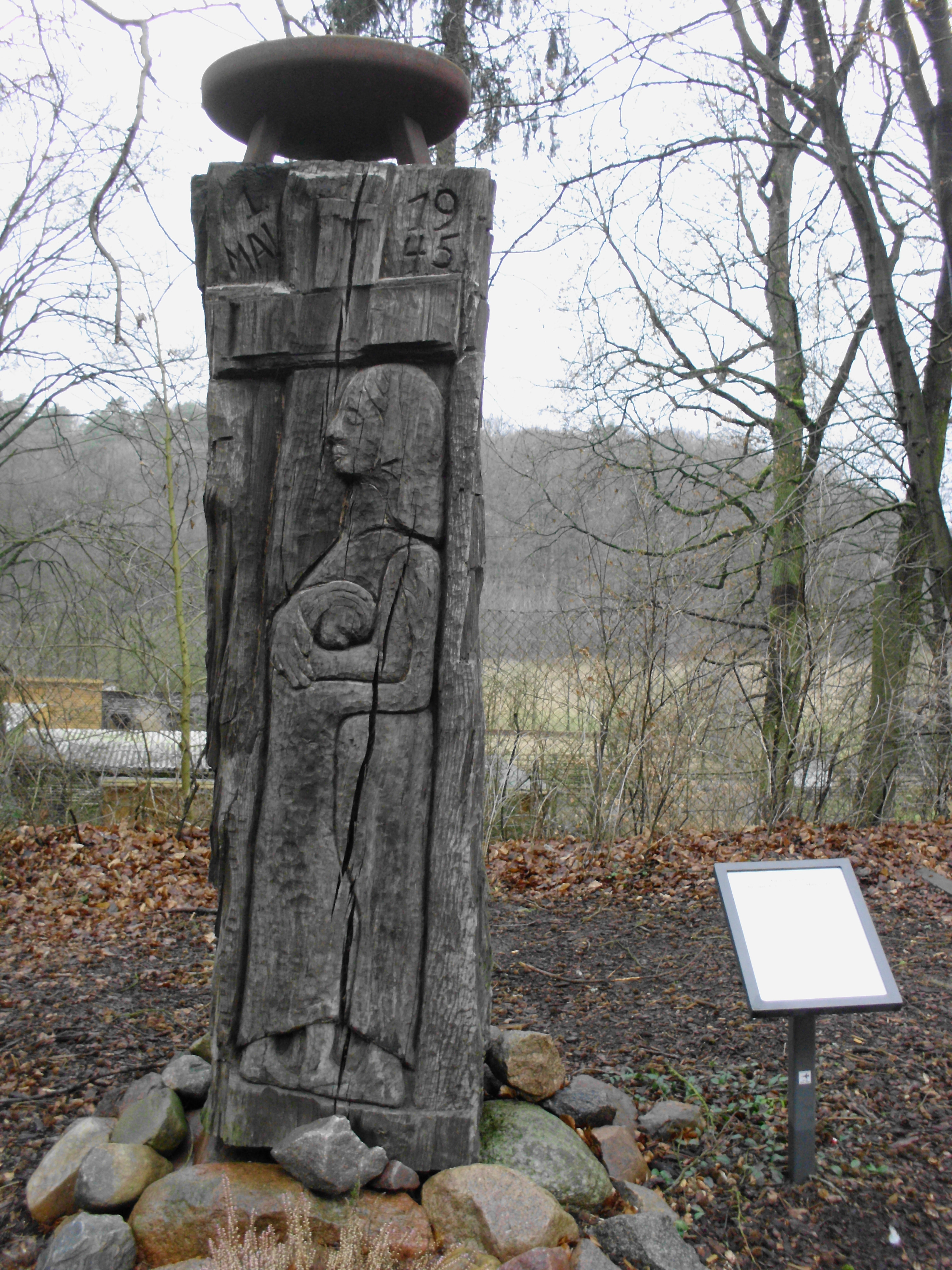
Mahnmal in Kunsterspring Hans-Hermann Degener

- Parzival am See (Edelstahlskulptur von Matthias Zágon Hohl-Stein am Neuruppiner Bollwerk, 1998)[68]
- Bedrohung (Edelstahlskulptur zum Thema Bombodrom vor der Pfarrkirche)
- Signatur Th. Fontane (Edelstahlschriftzug von Rupprecht Matthies vor der Pfarrkirche, 2019)
- Skulpturenpfad (Kommunizierende Formen von Aleksander Posin, Der hockende Löwe)
- Sabinendenkmal in Binenwalde
- Das unmögliche Dreieck (Edelstahlskulptur auf dem Certaldo-Ring von Carlo Vani, 2014)

### Museen

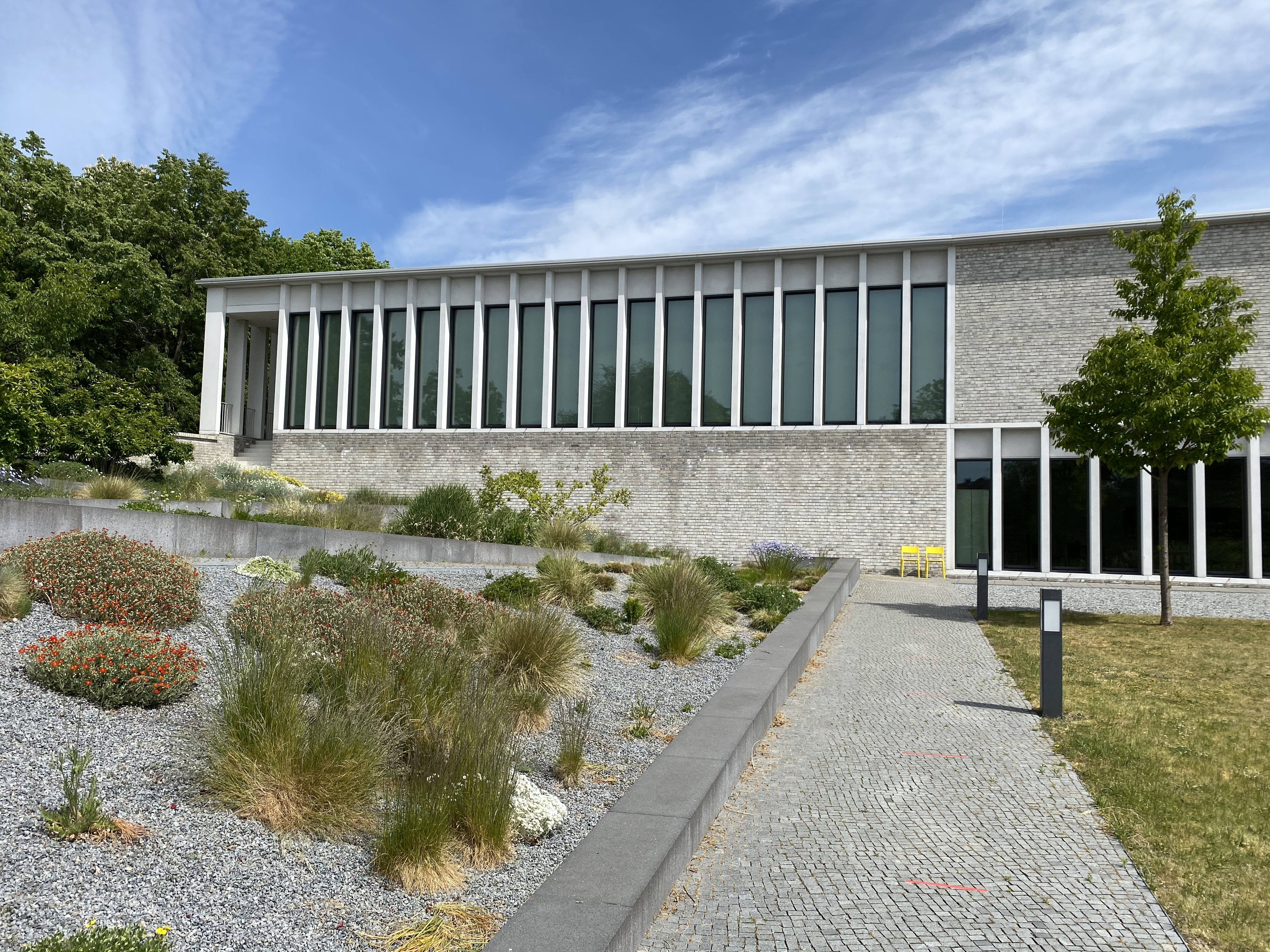
Erweiterungsbau des Neuruppiner Museums, 2015

- Museum Neuruppin (2015 mit Erweiterungsbau für Wechselausstellungen und neuer Dauerausstellung wiedereröffnet): unter anderem mit zahlreichen originalen Neuruppiner Bilderbogen, der Altruppiner Hand und einer Ausstellung zu den berühmten Söhnen Theodor Fontane und Karl Friedrich Schinkel.
- Waldmuseum Stendenitz
- Waldzentrale Alt Ruppin (ehemals Forstmuseum)

### Kulturorte

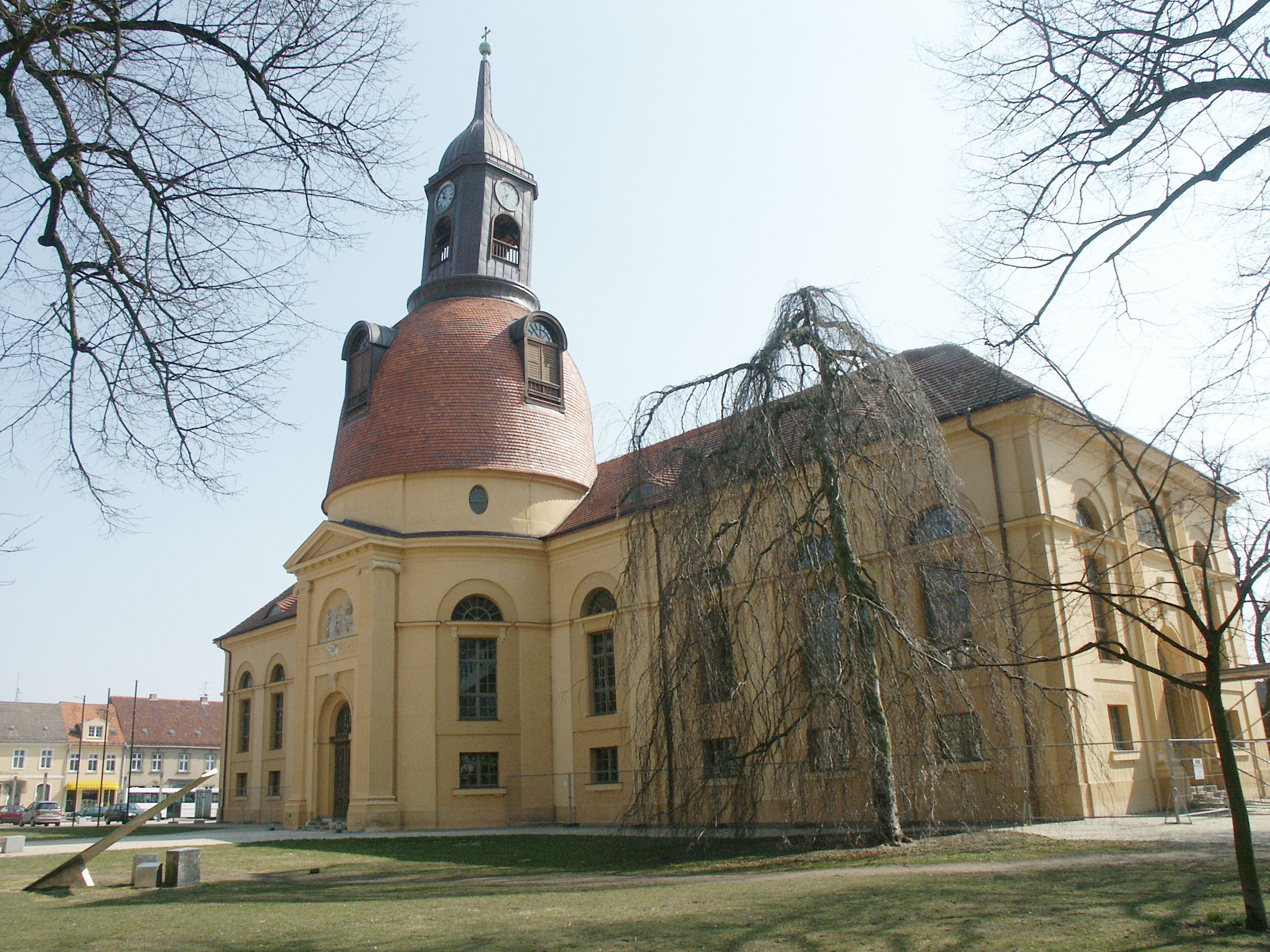
Kulturkirche Pfarrkirche St. Marien

- Heimattierpark Neuruppin in Kunsterspring, unter anderem mit den selten gehaltenen Marderhunden
- Kulturkirche: überregionales Veranstaltungszentrum in der ehemaligen Pfarrkirche St. Marien in Neuruppin mit ca. 600 Sitzplätzen
- Kulturhaus Stadtgarten Neuruppin (überregionales Veranstaltungshaus mit ca. 550 Sitzplätzen)
- Siechenhauskapelle (Veranstaltung von Konzerten und der Aequinox Musiktage)
- Galerie am Bollwerk (Galerieverein zur Förderung zeitgenössischer regionaler Kunst)
- Kunstraum Neuruppin (private Galerie)
- galerie louversum (private Galerie im Ortsteil Lichtenberg)
- Stadtbibliothek Neuruppin
- Jugendkunstschule Neuruppin (Kunst- und Kultureinrichtung für Kinder und Jugendliche)
- Musikschule des Landkreises Ostprignitz-Ruppin
- Jugendfreizeitzentrum JFZ (Veranstaltungshaus für junge Erwachsene)
- Kornspeicher Neumühle (Konzertveranstaltungen)
- Union Kino Neuruppin

### Regelmäßige Veranstaltungen
- Aequinox-Musiktage (jährlich im März zur Tagundnachtgleiche)
- Fontane-Festspiele Neuruppin (alle zwei Jahre)
- Fontane-Rallye (jährlich im Frühjahr)
- Korsofahrt (Bootsumzug am ersten Samstag im August auf dem Rhin bei Alt Ruppin)
- Mai- und Hafenfest (jährlich am ersten Maiwochenende, Höhepunkt ist das Drachenbootrennen)
- Martinimarkt mit Pferdemarkt (jährlich Anfang November um den Martinstag)
- Oldie-Basar (jährlich im November)
- Ruppiner Segeltage (jährlich im Juli)
- Weihnachtsmarkt (jährlich zum ersten Advent)
- Weinfest (jährlich Mitte August)

## Wirtschaft und Infrastruktur
Neuruppin ist vom Land Brandenburg als Mittelzentrum eingestuft worden. Der Wirtschaftsstandort ist einer von 15 Regionalen Wachstumskernen im Land Brandenburg.

### Ansässige Unternehmen

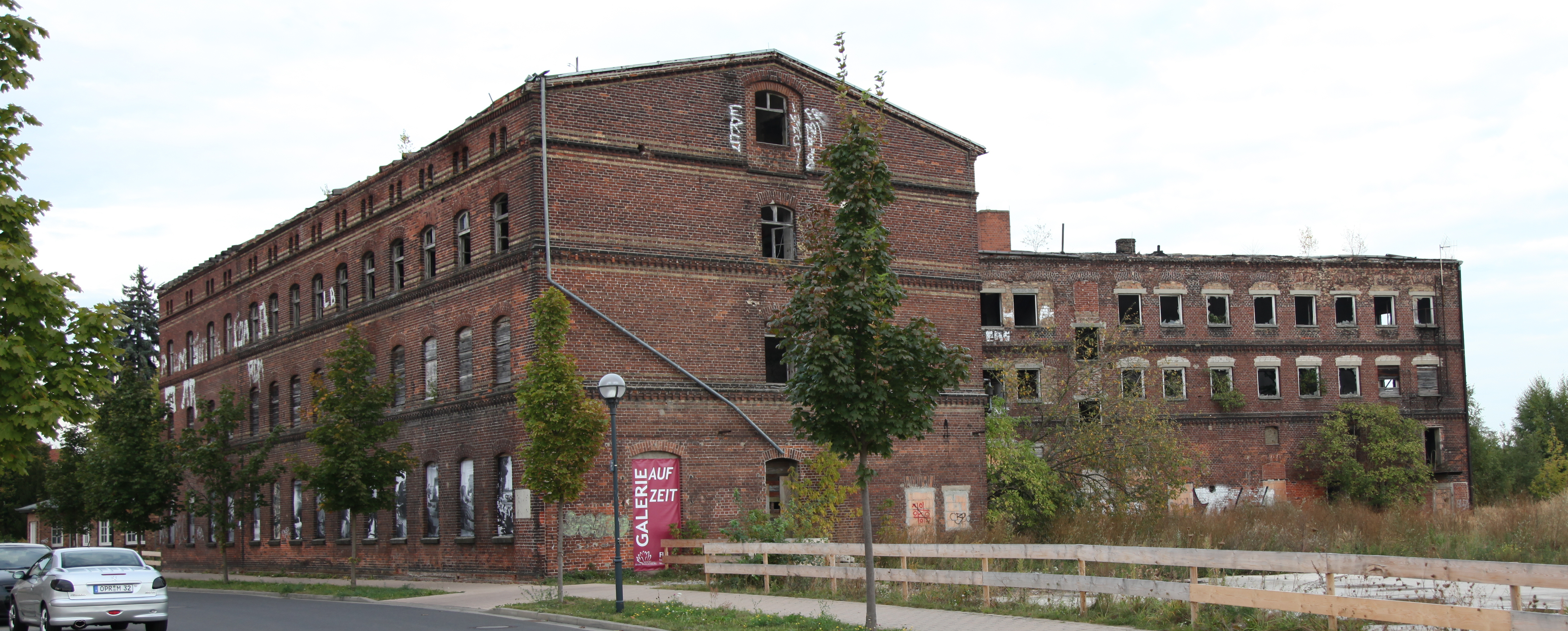
Ehemaliges Minimax-Feuerlöschgerätewerk in Neuruppin

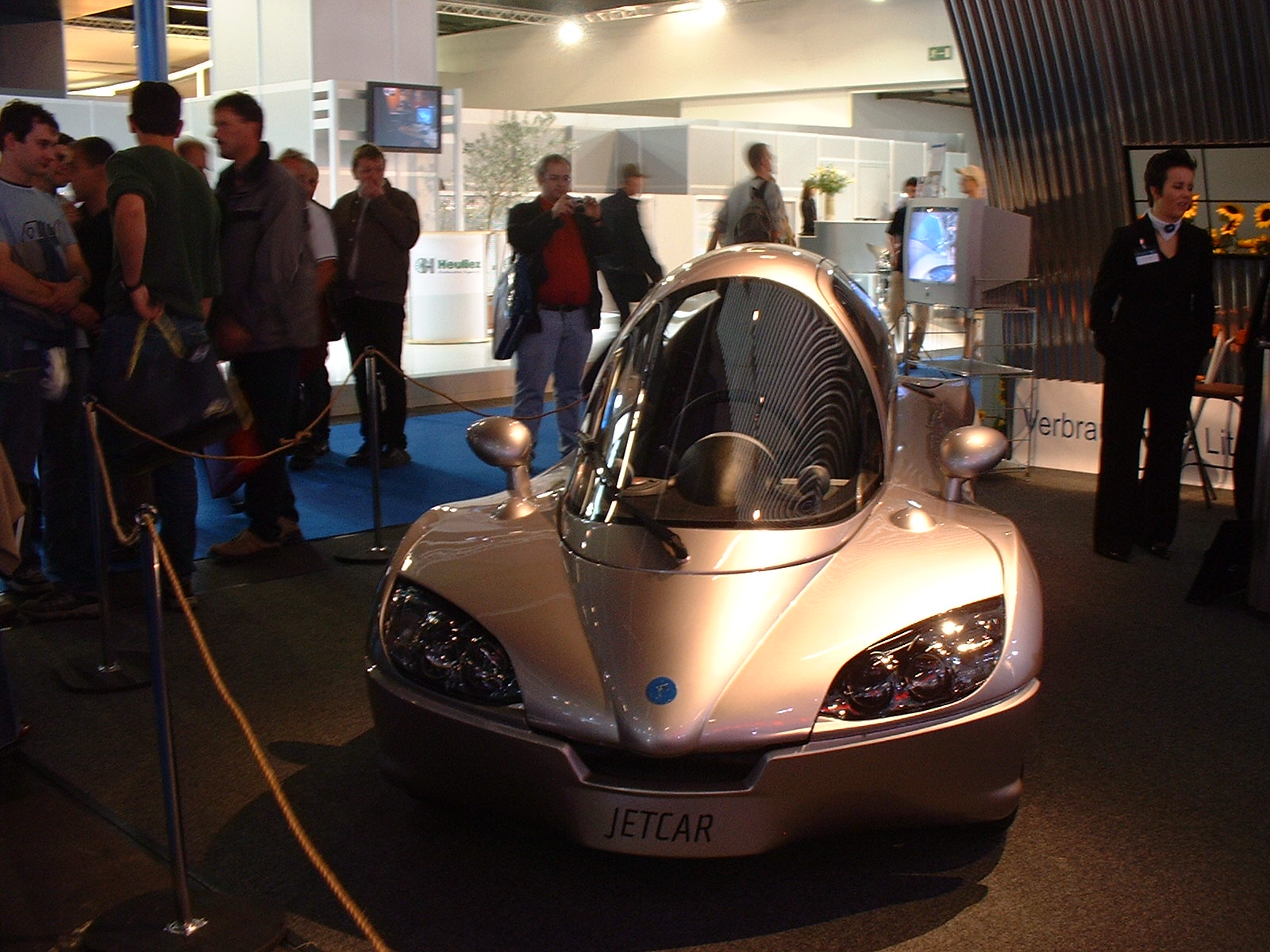
Jetcar 2.5

1905 wurde die Firma Minimax in Neuruppin ansässig und produzierte hier Feuerlöscher. 1945 wurde das Werk in Neuruppin enteignet, die Firma Minimax übersiedelte daher nach Westdeutschland. Die Feuerlöscherproduktion wurde in Neuruppin aber dennoch kontinuierlich durch den VEB Feuerlöschgerätewerk Neuruppin, der späteren FLN Feuerlöschgeräte Neuruppin Vertriebs-GmbH fortgesetzt, heute im Besitz von Johnson Controls.
Im Ortsteil Nietwerder produzierte das Unternehmen Jetcar die gleichnamigen Fahrzeuge.

### Verkehr

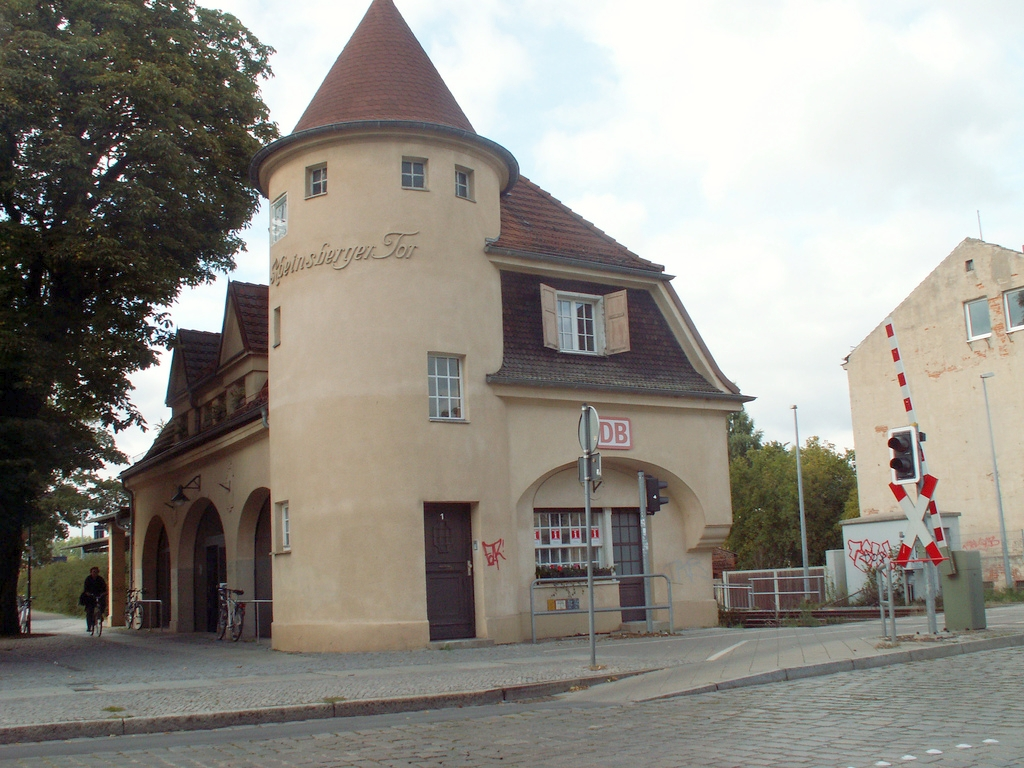
Bahnhof Neuruppin Rheinsberger Tor

Straßenverkehr
Durch das Stadtgebiet verlaufen die Bundesstraßen B 167 zwischen Wusterhausen/Dosse und Eberswalde und B 122 nach Rheinsberg sowie die Landesstraße L 16 zwischen Dorf Zechlin und Fehrbellin.
An der Autobahn A 24 Berlin–Hamburg befinden sich die Anschlussstellen Neuruppin und Neuruppin Süd.
In und um Neuruppin existiert ein Netz aus touristisch interessanten Radtouren.
|                                               | 2008   | 2009   | 2010   | 2011   | 2012   | 2013   | 2014   | 2015   | 2016   | 2017   |
| --------------------------------------------- | ------ | ------ | ------ | ------ | ------ | ------ | ------ | ------ | ------ | ------ |
| Zugelassene PKW (zum 1.1.)                    | 15.333 | 15.425 | 15.532 | 15.597 | 15.590 | 15.734 | 16.003 | 16.111 | 16.337 | 16.594 |
| PKW je 1.000 Einwohner (31.12. des Vorjahres) | 482    | 487    | 492    | 494    | 516    | 522    | 527    |        |        |        |

Bahnverkehr 
Neuruppin liegt an der Bahnstrecke Kremmen–Meyenburg, im Stadtgebiet befinden sich die Bahnhöfe Neuruppin West und Neuruppin Rheinsberger Tor sowie der Haltepunkt Wustrau-Radensleben. Die Linie RE 6 (Prignitz-Express) verkehrt im Stunden-Takt von Berlin-Charlottenburg über Hennigsdorf und Neuruppin nach Wittenberge.
Im Aufbau ist das Projekt HUB 53/12°, ein Logistikzentrum für den Eisenbahngüterverkehr als kommunale Initiative der Städte Güstrow, Pritzwalk und Neuruppin sowie des Kleeblatt-Verbunds mit Gumtow, Kyritz, Neustadt (Dosse) und Wusterhausen/Dosse. Eine erste Maßnahme war der Kauf der Bahnstrecke Neuruppin–Neustadt (Dosse) am 29. Dezember 2010.
Busverkehr
Der öffentliche Personennahverkehr wird unter anderem durch den PlusBus des Verkehrsverbund Berlin-Brandenburg erbracht. Folgende Verbindungen führen ab Neuruppin:
- Linie 711: Neuruppin ↔ Wildberg ↔ Ganzer ↔ Wusterhausen ↔ Kyritz
- Linie 756: Neuruppin ↔ Stöffiner Berg ↔ Dammkrug ↔ Fehrbellin
- Linie 764: Neuruppin ↔ Alt Ruppin ↔ Wulkow ↔ Lindow ↔ Rheinsberg

Der Stadtverkehr verkehrt Wochentags halbstündlich, am Wochenende stündlich. Stadtbus- und Regionalbuslinien werden von der Ostprignitz-Ruppiner Personennahverkehrsgesellschaft betrieben.
Luftverkehr
Die Stadt Neuruppin ist beteiligt am Verkehrslandeplatz Fehrbellin (Flugplatz Ruppiner Land). Weiterhin befindet sich im Stadtgebiet, nordwestlich des Zentrums, das Segelfluggelände Neuruppin.

### Öffentliche Einrichtungen und Medien

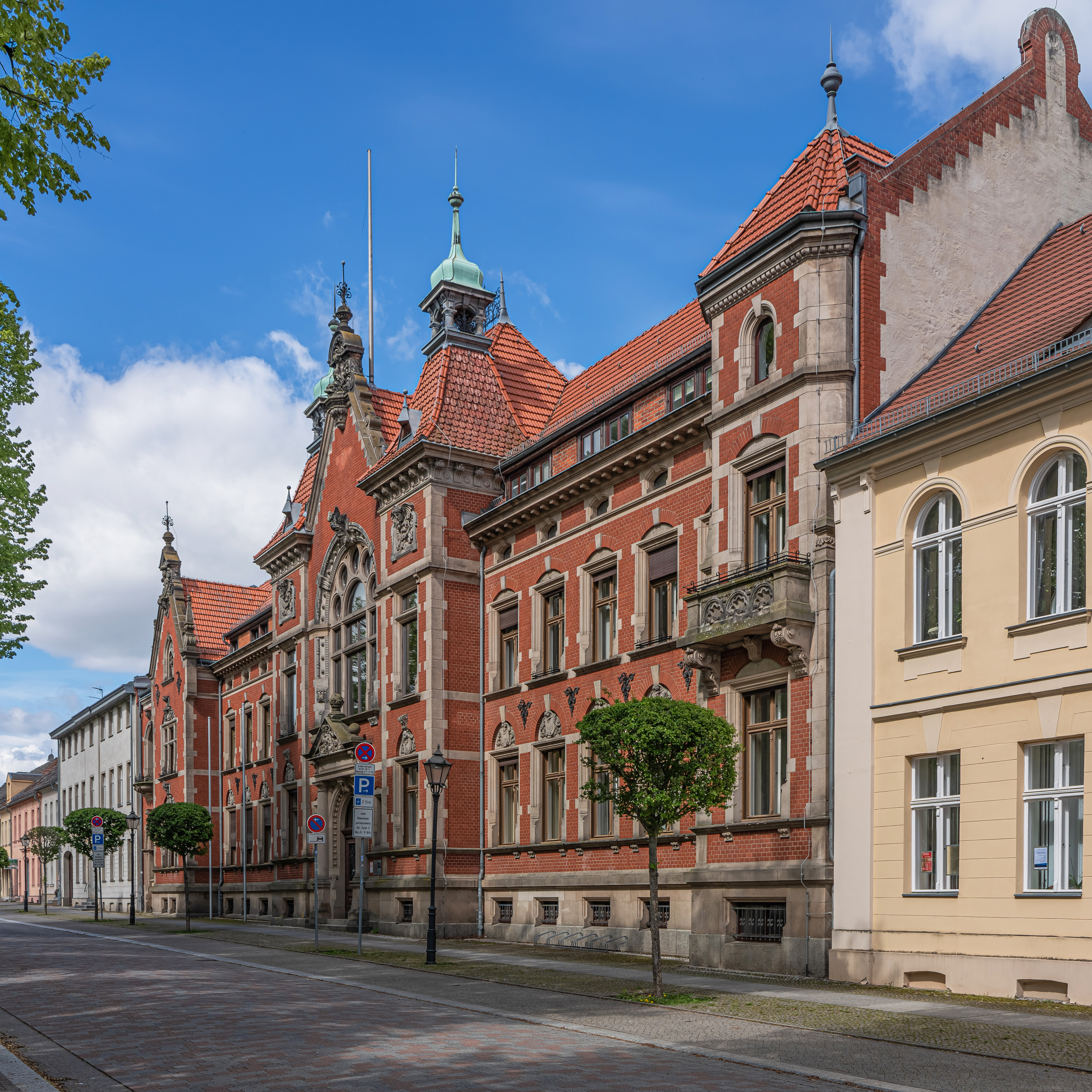
Kreisverwaltung des Landkreises Ostprignitz-Ruppin

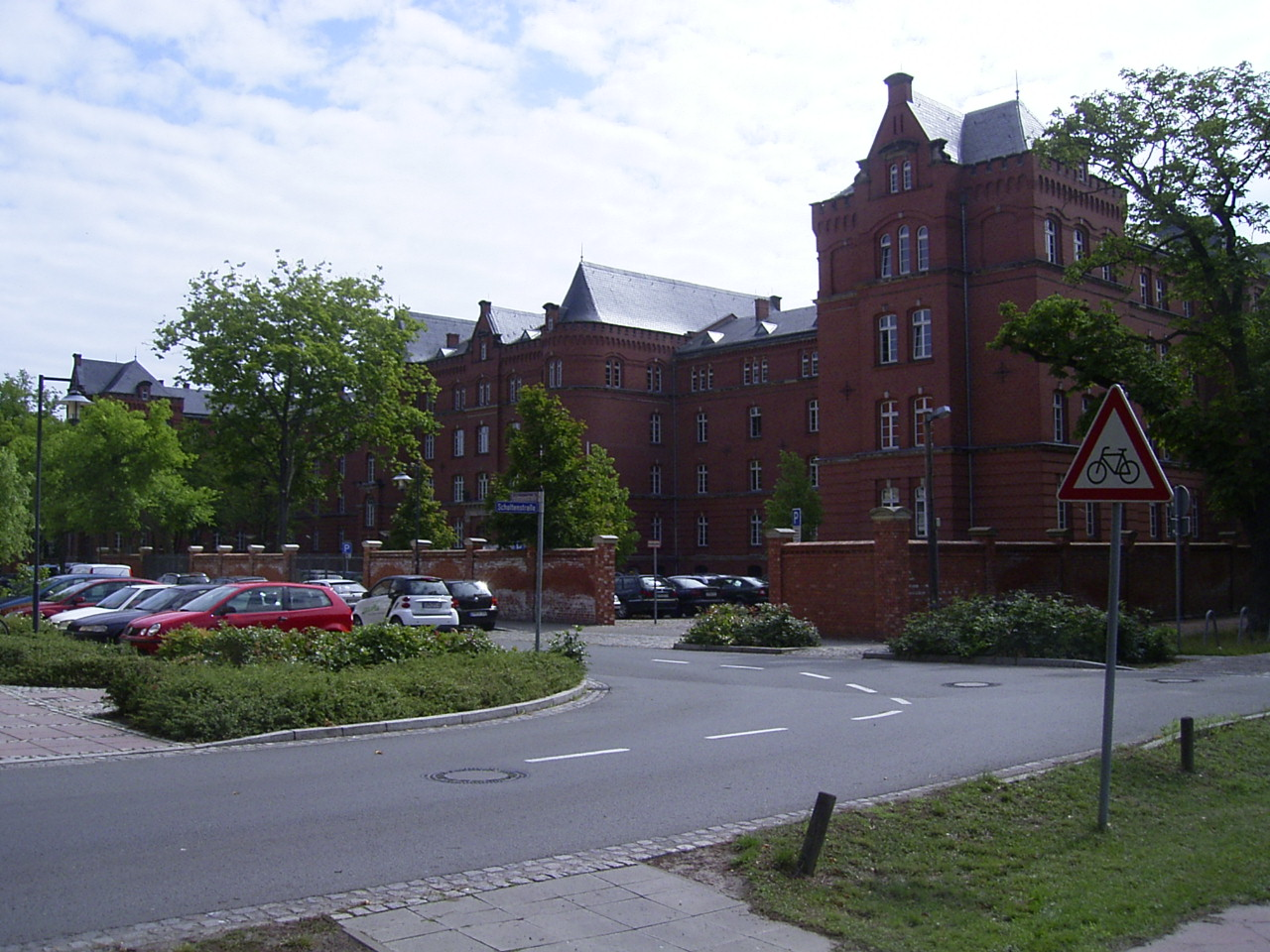
Landgericht Neuruppin

Neuruppin ist Sitz der Kreisverwaltung des Landkreises Ostprignitz-Ruppin. Darüber hinaus haben das Landgericht Neuruppin, das Amtsgericht Neuruppin, das Sozialgericht Neuruppin und das Arbeitsgericht Neuruppin dort ihren Sitz.
Neben der Agentur für Arbeit gibt es das Amt für Arbeitsmarkt für Arbeitslosengeld II, da der Landkreis eine Optionskommune ist. Weiter hat hier der Regionalbereich West des Landesamtes für Arbeitsschutz seinen Sitz. Anstelle des Kreiswehrersatzamtes Neuruppin trat ein Karriereberatungsbüro der Bundeswehr.
Im Landesbehördenzentrum Neuruppin befinden sich die Sonderbauleitung Neuruppin, eine Regionalstelle des Landesamtes für Verbraucherschutz, Landwirtschaft und Flurneuordnung, das Amt für Flurneuordnung und ländliche Entwicklung, das Sozialgericht Neuruppin, das Landesamt für Arbeitsschutz, Regionalbereich West, und die Regionalabteilung West TR 2 des Landesumweltamtes Brandenburg. Zu letzterem gehört das Amt für Forstwirtschaft Alt Ruppin mit der Waldarbeitsschule Kunsterspring.
In der Feldmannstraße 1 befinden sich die Staatsanwaltschaften des Landes Brandenburg.
Die Bundesanstalt für Immobilienaufgaben, Sparte Bundesforst unterhält die Hauptstelle Ruppiner Heide.
In Neuruppin erscheinen als Tageszeitungen der Ruppiner Anzeiger und eine Lokalausgabe der Märkischen Allgemeinen.

### Bildung

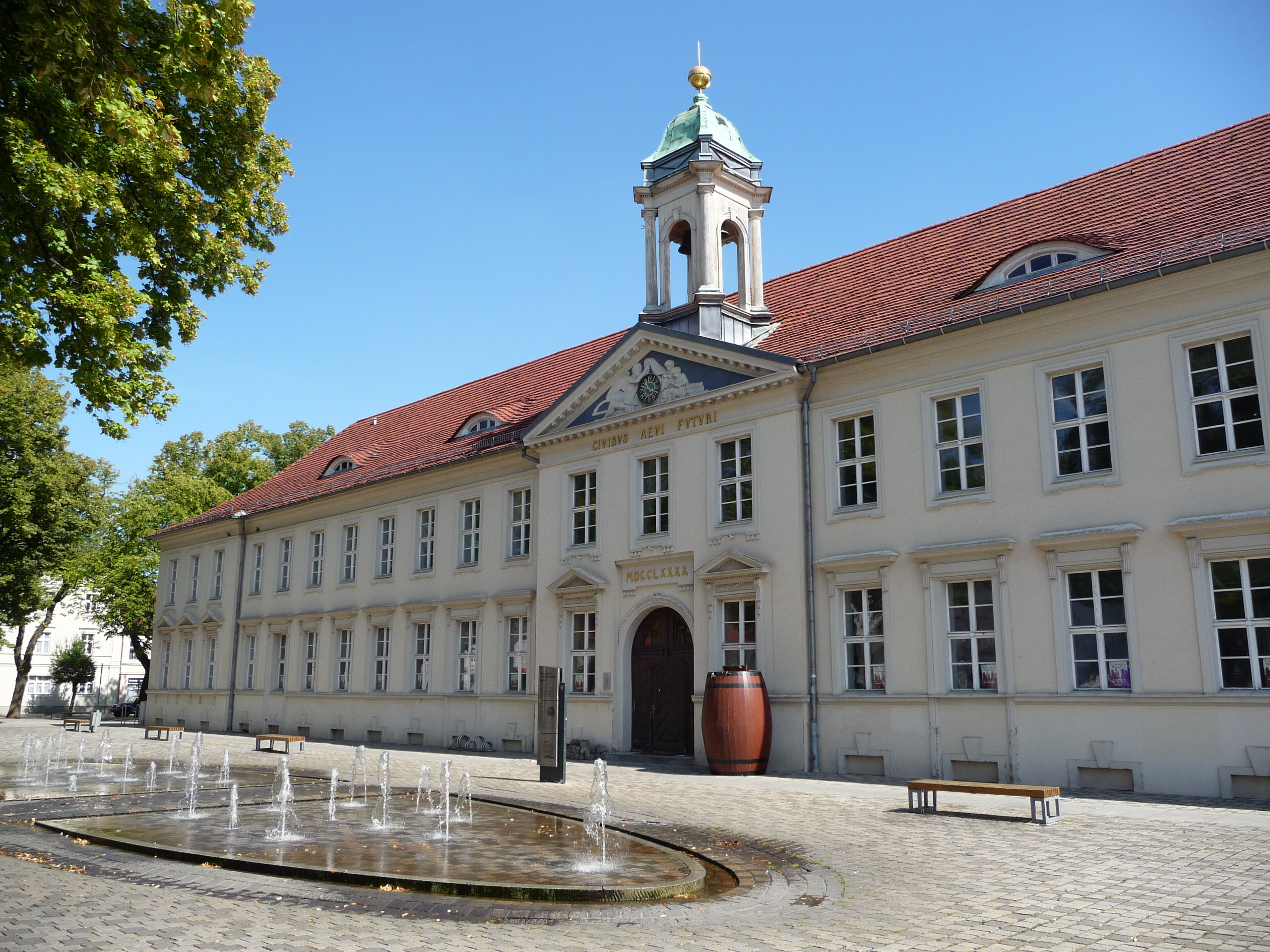
Altes Gymnasium Neuruppin

In Neuruppin finden sich folgende Bildungseinrichtungen:

#### Hochschulen
Am 28. Oktober 2014 wurde die private Medizinische Hochschule Brandenburg mit den beiden Hochschulstandorten Neuruppin und Brandenburg an der Havel gegründet. Zum Sommersemester 2015 wurde in den Fächern Psychologie und Humanmedizin am Studienort Neuruppin der Lehrbetrieb aufgenommen.
Die private Fachhochschule BSP Business School Berlin Potsdam unterhielt bis 2013 mit dem Campus Neuruppin eine Außenstelle.

#### Schulen
In Neuruppin gibt es zwei Sonderpädagogische Schulen, sieben Grundschulen, vier Ober- und Gesamtschulen und zwei Gymnasien. Sonderpädagogische Schulen sind die „Schule am Kastaniensteg“ und die Johann-Heinrich-Pestalozzi-Schule. Die „Schule am Kastaniensteg“ ist eine Schule mit dem sonderpädagogischen Förderschwerpunkt der geistigen Entwicklung, während der Förderschwerpunkt bei der Johann-Heinrich-Pestalozzi-Schule auf dem Lernen liegt. Träger ist bei beiden Schulen der Landkreis Ostprignitz-Ruppin.
Die Grundschulen der Stadt sind die Grundschule Gildenhall, Karl-Liebknecht-Grundschule, Rosa-Luxemburg-Grundschule und die Grundschule „Am Weinberg“ in Alt Ruppin in kommunaler Trägerschaft. Neben den kommunalen Einrichtungen gibt es die Montessori-Grundschule in Trägerschaft der IBiS Bildungsstätten GmbH und die Evangelische Schule Neuruppin in Trägerschaft der Evangelischen Schulstiftung in Berlin-Brandenburg, Schlesische Oberlausitz.
Die Evangelische Schule Neuruppin gliedert sich neben der Grundschule in ein Gymnasium und eine Oberschule. Die Montessori-Schule hat 2015 ebenfalls einen Oberschulteil eröffnet. Weiterführende Schulen in kommunaler Trägerschaft sind das Karl-Friedrich-Schinkel-Gymnasium, die Fontane-Oberschule und die Oberschule „Alexander Puschkin“. Das Oberstufenzentrum Ostprignitz-Ruppin befindet sich in Trägerschaft des Landkreises.
Private berufliche Schulen sind die Berufliche Schule der AGUS/GADAT-Bildungsgruppe. Unter ihrem Dach ist eine Fachschule für Sozialwesen, eine Berufsfachschule und eine Fachoberschule angesiedelt. Die Berufsschule des Internationalen Bundes in Neuruppin stellt eine anerkannte Ersatzschule dar. Das Amt für Forstwirtschaft Alt Ruppin unterhält die Waldarbeitsschule Kunsterspring in Alt Ruppin.
Die Abendschule ist der Kreisvolkshochschule Ostprignitz-Ruppin angegliedert. Weiterhin existieren die Kreismusikschule Ostprignitz-Ruppin und die Jugendkunstschule Neuruppin.

### Sport
Auf Grund der großen Wasserflächen im Stadtgebiet gibt es viele Wassersportmöglichkeiten, darunter Drachenbootrennen (im Rahmen des jährlichen Mai- und Hafenfestes am ersten Maiwochenende) und Rudern gegen Krebs (jährlich am ersten Samstag im September). Überregional bekannt wurde der Fußballverein MSV Neuruppin, der in der Saison 2021/22 in der Oberliga Nordost spielte. Seine Heimspiele trägt der Verein im Volksparkstadion aus.

## Persönlichkeiten

### Ehrung und Gedenken Theodor Fontanes
1994 stiftete die Stadt Neuruppin anlässlich des 175. Geburtstages Theodor Fontane einen Fontane-Literaturpreis und einen Fontane-Kulturpreis. Heute werden der mit 40.000 Euro dotierte Fontane-Literaturpreis der Fontanestadt Neuruppin und des Landes Brandenburg und der mit 2000 Euro dotierte Fontane-Kulturpreis der Fontanestadt Neuruppin im Zweijahresrhythmus im Rahmen der Fontane-Festspiele verliehen.
Jährlich zum Geburtstag Theodor Fontanes am 30. Dezember findet eine feierliche Ehrung am Fontane-Denkmal statt.
1998 beging die Stadt Neuruppin aus Anlass des 100. Todestages Theodor Fontanes das landesweite Fontanejahr mit circa 200 Veranstaltungen zu Ehren des Dichters. Die Stadt eröffnete das Fontanejahr und erhielt den Namenszusatz Fontanestadt.
Seit 2010 veranstaltet die Stadt alle zwei Jahre während der Pfingsttage ihre Fontane-Festspiele Neuruppin.
Zum 200. Geburtstagsjubiläum im Jahr 2019 hat sich das Land Brandenburg per Koalitionsvertrag dazu bekannt, sich für das herausragende Ereignis mit nationaler und internationaler Bedeutung zu engagieren. Der Geburtsstadt Neuruppin soll dabei die zentrale Rolle zukommen.

### Ehrenbürger
Neuruppin verleiht die Ehrenbürgerschaft „als Ausdruck der besonderen Wertschätzung der Fontanestadt Neuruppin für Personen, die sich um die Fontanestadt Neuruppin und ihre Einwohner außergewöhnlich verdient gemacht haben“. Bisher wurden damit ausgezeichnet:
- Johann Georg Gottlieb Schroener (1760–1841), Superintendent[82]
- Alexander von Wulffen (1784–1861), General, Garnisonskommandeur, Gründer des Verschönerungsvereines, verliehen 1852[10]
- Ernst Adolph Bienengräber (1790–1865), Bürgermeister 1822–1851
- Friedrich Heinrich Kämpf (1810–1888)
- Heinrich Michaelis (1835–1922), Stadtverordnetenvorsteher 1880–1893[10]
- Albert Graf von Zieten-Schwerin (1835–1922), Politiker
- Max Wiese (1846–1925), Bildhauer und Professor an der Kunstakademie in Hanau
- Hermann Schultze (1848–1938), Stadtverordnetenvorsteher (1899–1920)[10]
- Otto Rubel (1902–1994)
- Lisa Riedel (1925–2019), Direktorin des Heimatmuseums
- Heinz-Joachim Karau (1928–2021), Pfarrer, Mitinitiator der Friedensgebete in der Klosterkirche ab 10. Oktober 1989, Pfarrkirchenverein zur Rettung der Pfarrkirche, verliehen 2006[83][84]
- Burkhard Dülfer (1937–2013), Fleischermeister, Engagement in der Handwerkskammer, langjähriges Mitglied der Stadtverordnetenversammlung und des Kreistags, verliehen 2006[83]

Postum aberkannte Ehrenbürgerschaften
- Paul von Hindenburg (1847–1934), Reichspräsident[85]
- Karl Litzmann (1850–1936), preußischer Offizier, General der Infanterie, aberkannt am 18. April 2007
- Wilhelm Kube (1887–1943), Gauleiter von Brandenburg, aberkannt am 20. Dezember 2004
- Adolf Hitler (1889–1945), aberkannt am 20. Dezember 2004 (siehe dazu auch Adolf Hitler als Ehrenbürger)

### Stadtälteste
Neuruppin hat den Titel Stadtältester verliehen an:
- Christian Ebell (1770–1835)
- Carl Tourneau (1837–1914)
- Ernst Bölke (1848–1920)
- Hugo Duske (1860–1928)

### Ehrenmedaillen
Die Stadt Neuruppin verleiht seit 2005 die Ehrenmedaille der Fontanestadt Neuruppin „in Anerkennung besonderer Verdienste um die Fontanestadt Neuruppin und ihrer Einwohner“ (Ehrenordnung der Fontanestadt Neuruppin). Bisher wurden damit ausgezeichnet:
- Ruth Preuß (12. September 2005)[86]
- Bruno Dolatkiewicz (12. September 2005)[86]
- Martin Domke, Kantor der Evangelischen Kirchengemeinde (12. September 2005)[86]
- Günter Soost (12. September 2005)[86]
- Helmut Behrendt (12. September 2005)[86]
- Ulrich Kriele, Alt Ruppiner Heimatforscher (13. Juli 2009)[87]
- Norbert Arndt, Friedhofsverwalter des Evangelischen Friedhofs Neuruppin (27. September 2010)[88]
- Peter Brüssow, ehem. Kreismusikschulleiter, Stadtverordneter (SPD, später Pro Ruppin) (22. September 2014)[89]
- Neuruppiner Ruder-Club e. V. (18. Dezember 2017)[90]
- Hans-Peter Schurz, langjähriger Dirigent des Neuruppiner A-cappella-Chors (22. Dezember 2019)[91]
- Hannelore Gußmann, Stadtverordnete (10. Januar 2020)[92]
- Ilona Reinhardt, Stadtverordnete (10. Januar 2020)[92]
- Dieter Exner (6. Januar 2023)[93]

### Söhne und Töchter Neuruppins
Neuruppin ist die Geburtsstadt von:

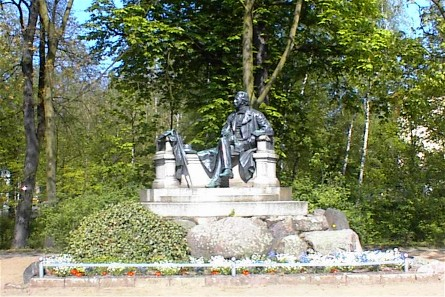
Fontane-Denkmal auf dem Fontaneplatz; ebenfalls von Max Wiese

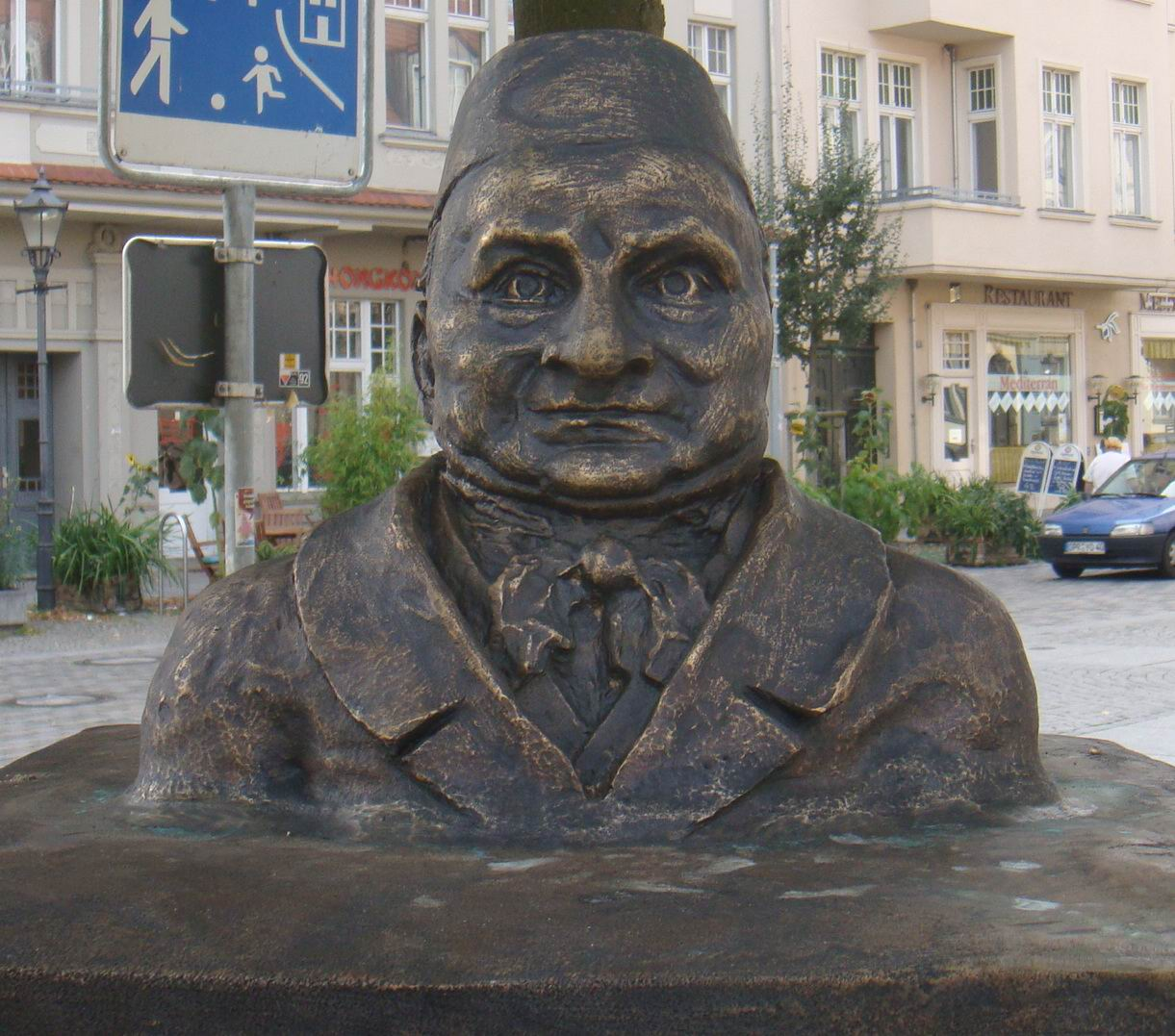
Kühn-Denkmal auf dem Schulplatz

- 1700, Johann Georg Pfund, † 1784, Leibkutscher Friedrichs des Großen
- 1708, Adam Struensee, † 1791, evangelischer Theologe
- 1736, Valentin Rose der Ältere, † 1771, Apotheker
- 1736, Johann Heinrich von Günther, † 1803, preußischer Husarengeneral
- 1750, Johann Heinrich Bolte, † 1817, Pfarrer
- 1756, Carl Friedrich Bückling, † 1812, Dampfmaschinenkonstrukteur
- 1763, Immanuel Karl Wilhelm Cosmar, † 1844, evangelischer Prediger, Konsistorialrat, Journalist, Redakteur und Schriftsteller
- 1767, Friedrich August Karl von Kospoth, † 1832, Politiker, Bürgermeister von Breslau
- 1768, Friedrich Buchholz, † 1843, Schriftsteller
- 1768, Karl Friedrich von dem Knesebeck, † 1848, preußischer Generalfeldmarschall, geboren im heutigen Ortsteil Karwe
- 1772, Otto von der Osten, † 1841, preußischer Generalmajor
- 1781, Karl Friedrich Schinkel, † 1841, Architekt
- 1781, Ferdinand Ludwig du Trossel, † 1867, preußischer Generalmajor
- 1782, Ferdinand Hauptner, † unbekannt, Koch, Autor eines Kochbuchs
- 1784, Karl Rolla du Rosey, † 1862, preußischer Generalmajor
- 1794, Gustav Kühn, † 1868, Buchdrucker, Herausgeber von Bilderbogen
- 1815, Ferdinand Möhring, † 1887, Musikdirektor und Komponist
- 1816, David Hermann Engel, † 1877, Komponist
- 1819, Theodor Fontane, † 1898, Schriftsteller
- 1819, Arthur von Horn, † 1893, preußischer Generalmajor
- 1821, Alexander von Rexin † 1914, Gutsbesitzer und Mitglied des Preußischen Herrenhauses
- 1822, Wilhelm Gentz, † 1890, Maler
- 1824, Otto von Görschen, † 1875, preußischer Oberstleutnant
- 1826, Alexander Gentz, † 1888, Unternehmer
- 1831, Hermann Daubenspeck, † 1915, Reichsgerichtsrat
- 1836, Paul Beiersdorf, † 1896, Apotheker und Firmengründer der Beiersdorf AG
- 1842, Johannes Kaempf, † 1922, Politiker, Präsident des Reichstags
- 1844, Max Hoffmann, † 1910, Gymnasiallehrer, Philologe und Historiker
- 1848, Hermann Baethcke † 1941, Lehrer, Abgeordneter der Lübecker Bürgerschaft
- 1850, Ferdinand von Quast † 1939, General
- 1860, Eduard Dirksen † 1927, Marine-Generalstabsarzt
- 1863, Carl Großmann, † 1922, Serienmörder
- 1867, Hedwig Rüdiger † 1943, Frauenrechtlerin und Gründerin des Verbands der Deutschen Reichs-Post- und Telegrafenbeamtinnen
- 1870, Anna Lex, † 1950, Politikerin (SPD)
- 1871, Martin Ebell, † 1944, Astronom
- 1878, Max Silberberg, † nach 1942, Kunstsammler
- 1882, Walter Blumenfeld, † 1967, Psychologe und Hochschullehrer
- 1884, Ferdinand von Bredow † 1934, Generalmajor der Reichswehr
- 1885, Hermann Hoth, † 1971, General
- 1889, Auguste Beer, † 1932, Malerin
- 1893, Fritz Baade, † 1974, Wirtschaftswissenschaftler
- 1893, Willi Harmjanz, † 1983, General der Flieger der Wehrmacht
- 1895, Georg Winter, † 1961, erster Direktor des Bundesarchivs
- 1896, Ernst Kratzenberg, † 1984, Konteradmiral
- 1903, Erich Arendt, † 1984, Lyriker
- 1904, Heinrich Harmjanz, † 1994, Volkskundler
- 1904, Günter Haupt, † 1946, Rechtswissenschaftler
- 1905, Georg Kühl, † 1980, Politiker (SPD)
- 1905, Artur Streiter, † 1946, Schriftsteller
- 1906, Werner Altendorf, † 1945, Schriftsteller
- 1919, Hans-Rolf Dräger, † 2017, Lehrer
- 1922, Klaus Schwarzkopf, † 1991, Schauspieler
- 1923, Georg Kossack, † 2004, Vorgeschichtsforscher
- 1926, Horst Giese, † 2008, Schauspieler
- 1927, Hellmut Rademacher, † 2018, Kunsthistoriker, spezialisiert auf Plakate
- 1930, Hans-Hermann Degener, † 2015, Destillateur, Kaufmann, Likörfabrikant, Zeichner und Bildhauer
- 1930, Eva Strittmatter, † 2011, Schriftstellerin
- 1935, Wulf Segebrecht, Germanist
- 1940, Heinz Dargelis, Fotograf
- 1940, Jürgen Schlaeger, Anglist
- 1942, Reinhard Hummel, Hörspielautor
- 1942, Helge-Ulrike Hyams, Pädagogin
- 1943, Brigitte Hoffmann, Tennisspielerin
- 1943, Jörg Hube, † 2009, Schauspieler
- 1943, Thomas Just, Schauspieler
- 1944, Rolf-Peter Lange, † 2024, Politiker (FDP)
- 1944, Rainer Maria Voigt, Semitist
- 1945, Hans-Peter Liebig, Agrarwissenschaftler, Rektor der Universität Hohenheim
- 1946, Rainer „Michelangelo“ Limpert, Schlagersänger (geboren im heutigen Gemeindeteil Binenwalde)
- 1952, Dieter Nürnberg, Arzt und Hochschullehrer
- 1954, Anne-Karin Glase, Politikerin (CDU)
- 1956, Winfried Kräuter, Fußballspieler
- 1956, Peter Nürnberg, Molekularbiologe, Hochschullehrer
- 1958, Joachim Kähler, evangelischer Theologe und Politiker
- 1962, Uwe Hohn, Speerwerfer
- 1962, Ulrich Papke, Kanute
- 1963, Bernd Gummelt, Geher
- 1964, Falk Breitkreuz, Jazzmusiker
- 1965, Jens-Peter Herold, Mittelstreckenläufer
- 1967, Ralf Büchner, Turner
- 1968, Donald Bäcker, Meteorologe
- 1970, Waleri Kowaljow, † 2021, russischer Unternehmer
- 1974, Timo Gottschalk, Rallye-Navigator
- 1975, Ronny Kretschmer, Politiker (Die Linke)
- 1975, Axel Steier, Mitbegründer eines Seenotrettungsvereins für Migranten
- 1980, Roland Benschneider, Fußballspieler
- 1983, Tatjana Hüfner, Rennrodlerin
- 1985, Karsten Brodowski, Ruderer
- 1987, Felix Menzel, Ringer
- 1987, Juliane Höfler, Fußballspielerin
- 1998, Malte Karbstein, Fußballspieler
- 2000, Marvin Kirsch, Sportkommentator und -moderator
- 2004, Pauline Deutsch, Fußballspielerin

### Persönlichkeiten mit Bezug zum Ort

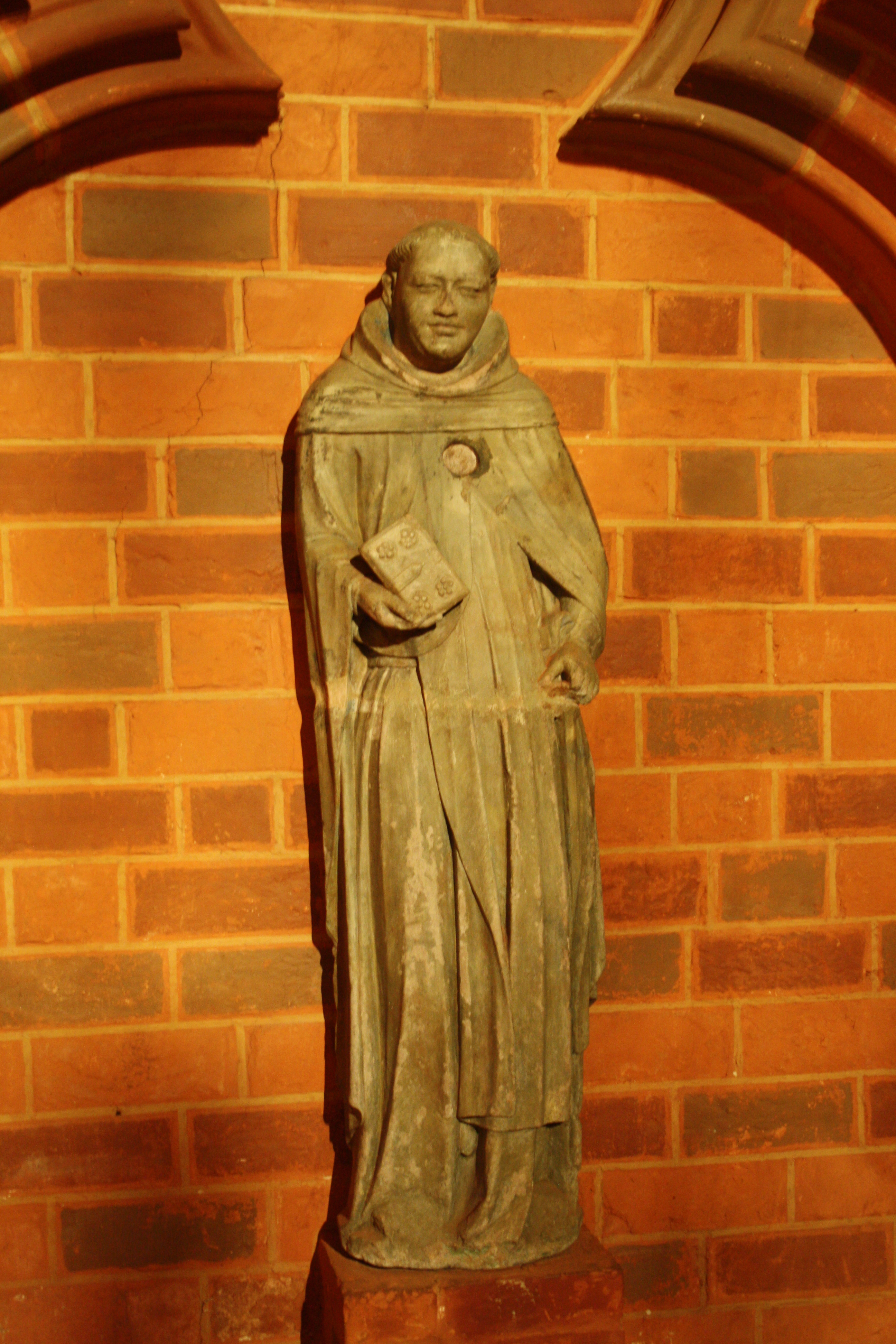
Erster Prior des Dominikanerklosters Wichmann von Arnstein

- Wichmann von Arnstein (um 1185–1270), Mystiker, Gründer des Dominikanerklosters in Neuruppin
- Friedrich II. (1712–1786), als Kronprinz Friedrich Kommandeur der Neuruppiner Garnison 1732–1740
- Johann Stuve (1752–1793), Schulreformer, Schriftsteller der philanthropischen Erziehungsbewegung, Leiter der Neuruppiner Lateinschule
- Philipp Julius Lieberkühn (1754–1788), Pädagoge und Schriftsteller, Leiter der Neuruppiner Lateinschule
- Friedrich Wilke (1769–1848), Lehrer am Friedrich-Wilhelms-Gymnasium und Kantor an beiden Hauptkirchen der Stadt
- Friedrich von Uslar-Gleichen (1882–1945), Landrat im Kreis Ruppin
- Georg Heym (1887–1912) besuchte das Friedrich-Wilhelms-Gymnasium und legte dort das Abitur ab, verfasste in Neuruppin einige seiner frühen Gedichte[94]
- Renée Sintenis (1888–1965), Bildhauerin, Medailleurin und Grafikerin, u. a. Schöpferin des Berlinale-Bären, wuchs von 1888 bis 1903 in Neuruppin auf
- Fritz Lettow (1904–1989), von 1953 bis 1974 Chefarzt der Orthopädischen Klinik in Neuruppin, Widerstandskämpfer
- Robert Werner Wagner (1936–2021), Maler, Grafiker und Buchillustrator
- Günter Rieger (* 1948), Verleger, Historiker, Maler und Fotograf, lebt und arbeitet im Neuruppiner Ortsteil Karwe
- Katharina Franck (* 1963), Sängerin der Rainbirds, lebt in Neuruppin
- Sebastian Steineke (* 1973), Politiker (CDU), lebt in Neuruppin

## Neuruppin als Schauplatz literarischer Werke
- August Kopisch beschreibt in seinem Gedicht Des Prior Wichmann von Arnstein Wundertat eine der sagenhaften Wundertaten des Gründers und ersten Priors des Neuruppiner Klosters Wichmann von Arnstein.[95]
- Anna Louisa Karsch schrieb das Gedicht Trostgesang für Neu-Ruppin über die Folgen des Stadtbrandes 1787.[96]
- Theodor Fontane beschreibt Neuruppin und verschiedene inzwischen eingemeindete Ortsteile in seinen Wanderungen durch die Mark Brandenburg – Erster Band: Die Grafschaft Ruppin.[97][98]
- Louis-Ferdinand Céline beschreibt in seinem Buch Norden Neuruppin und seine Einwohner. In den apokalyptischen Zuständen des Kriegsjahres 1944 werden alle gesellschaftlichen Schichten (Adel, Bürger, Bauern) als egoistisch und dekadent beschrieben. Célines anarchistisches Welt- und Menschenbild lässt die Einwohner von Neuruppin und Kränzlin in dieser Zeit alles andere als gut wegkommen.[99][100]
- Waldemar Dege fasst in seinem satirischen Gedicht Stilleben mit nordmärkischer Kleinstadt (1981) seine Eindrücke des zu sozialistischen Zeiten verblassten Neuruppin zusammen.[101]
- Gabriele Wolff lässt die Kriminalromane und -erzählungen Tote Oma (1997), Endstation Neuruppin (2000), Der falsche Mann (2000) und Im Dickicht (2007) in Neuruppin spielen.[102]
- Frank Goyke lässt in Altweibersommer: Theodor Fontanes erster Fall den Dichter Fontane in einen Mordfall am Ruppiner See geraten.[103]
- Die Kriminalromane Mord an der Klosterkirche (2012) und Geklaute Orden (2013) von Christian Döring spielen in Neuruppin.[104][105]

## Erwähnung Neuruppins in der Musik
Neuruppin wird von der Hip-Hop-Band K.I.Z in verschiedenen Liedern erwähnt, in denen es allesamt um Mord geht.